# Liste der Baudenkmäler in Hamm
Die Liste der Baudenkmäler in Hamm enthält die denkmalgeschützten Bauwerke auf dem Gebiet der Stadt Hamm in Nordrhein-Westfalen (Stand: 3. Juli 2023). Diese Baudenkmäler sind in der Denkmalliste der Stadt Hamm eingetragen; Grundlage für die Aufnahme ist das Denkmalschutzgesetz Nordrhein-Westfalen (DSchG NRW).

Die Denkmalliste der Stadt Hamm umfasste am 3. Jul. 2023 insgesamt 386 Kulturdenkmale; davon waren 362 Baudenkmale, 24 Bodendenkmale und drei bewegliche Denkmale.

## Baudenkmäler
| Bild | Bezeichnung                                                                           | Lage | Beschreibung                  | Bauzeit                                                 | Eingetragen seit | Denkmal- nummer |
| --- | ------------------------------------------------------------------------------------- | --- | ----------------------------- | ------------------------------------------------------- | ---------------- | --------------- |
| Ehemaliges Finanzamt | Ehemaliges Finanzamt                                                                  | Stadtbezirk Mitte Hohe Straße 75 Karte                                                                                | Öffentliches Gebäude          | 1924/25                                                 | 3. Juni 1985     | 1               |
| weitere Bilder | Amtsgericht Hamm                                                                      | Stadtbezirk Mitte Borbergstraße 1 Karte                                                                               | Öffentliches Gebäude          | 1927/28                                                 | 3. Juni 1985     | 2               |
| Polizeidienstgebäude | Polizeidienstgebäude                                                                  | Stadtbezirk Mitte Hohe Straße 80 Karte                                                                                | Öffentliches Gebäude          | 1926/27                                                 | 3. Juni 1985     | 3               |
| weitere Bilder | Haus Ermelinghof (Wasserschloss)                                                      | Stadtbezirk Bockum-Hövel Geinegge 38 Karte                                                                            | Schlossanlage                 | ab 1627                                                 | 11. Juli 1985    | 4               |
| Schloss Heessen | Schloss Heessen                                                                       | Stadtbezirk Heessen Schlossstraße 1 Karte                                                                             | Schlossanlage                 | ab 15. Jahrhundert                                      | 12. Juli 1985    | 5               |
| Evangelische Kreuzkirche (von Architekt K. Siebold)                                                                                             | Evangelische Kreuzkirche (von Architekt K. Siebold)                                   | Stadtbezirk Bockum-Hövel Hammer Straße 140 Karte                                                                      | Sakralbau                     | 1912                                                    | 28. Aug. 1985    | 6               |
| BW | Haupthaus aus Fachwerk mit Vorschauer                                                 | Stadtbezirk Rhynern In der Kuhweide 2 Karte                                                                           | Guts- und Hofanlage           | 19. Jahrhundert                                         | 5. Dez. 1985     | 7               |
| Ortstypisches Bauernhaus aus Fachwerk | Ortstypisches Bauernhaus aus Fachwerk                                                 | Stadtbezirk Uentrop Borgholz 4 Karte                                                                                  | Guts- und Hofanlage           | 1784                                                    | 5. Dez. 1985     | 8               |
| BW | Kleines Fachwerk-Bauernhaus                                                           | Stadtbezirk Heessen Ahlener Straße 242 Karte                                                                          | Wohn- und Gasthaus            | 2. Hälfte 19. Jahrhundert                               | 5. Dez. 1985     | 9               |
| BW | Queraufgeschlossenes Fachwerkhaus                                                     | Stadtbezirk Uentrop Uentroper Dorfstraße 21 Karte                                                                     | Guts- und Hofanlage           | 1807                                                    | 5. Dez. 1985     | 10              |
| BW | Fachwerk-Haupthaus, Scheune und Stall                                                 | Stadtbezirk Uentrop Alter Uentroper Weg 269 Karte                                                                     | Guts- und Hofanlage           | 18. Jahrhundert                                         | 5. Dez. 1985     | 11              |
| weitere Bilder | Alt Hamm, Fachwerkhaus                                                                | Stadtbezirk Mitte Nordstraße 16 Karte                                                                                 | Wohn- und Gasthaus            | 18. Jahrhundert                                         | 5. Dez. 1985     | 12              |
| Fachwerk-Pfarrhaus St. Stephanus | Fachwerk-Pfarrhaus St. Stephanus                                                      | Stadtbezirk Heessen Heessener Dorfstraße 21 Karte                                                                     | Guts- und Hofanlage           | 18. Jahrhundert                                         | 5. Dez. 1985     | 14              |
| weitere Bilder | Katholische Pfarrkirche St. Antonius von Padua                                        | Stadtbezirk Uentrop In der Geithe 8 Karte                                                                             | Sakralbau                     | 1896                                                    | 5. Dez. 1985     | 15 Wikidata     |
| Fachwerkensemble Von-Vincke-Haus | Fachwerkensemble Von-Vincke-Haus                                                      | Stadtbezirk Mitte Brüderstraße 70 Karte                                                                               | Wohnhaus                      | 18./19. Jahrhundert                                     | 5. Dez. 1985     | 16              |
| Evangelische Pauluskirche | Evangelische Pauluskirche                                                             | Stadtbezirk Mitte Marktplatz Karte                                                                                    | Sakralbau                     | 13./14. Jahrhundert                                     | 10. Dez. 1985    | 17              |
| Ehemaliges Pastorat mit Fachwerk-Speicher der katholischen Pfarrkirche St. Pankratius                                                           | Ehemaliges Pastorat mit Fachwerk-Speicher der katholischen Pfarrkirche St. Pankratius | Stadtbezirk Bockum-Hövel Pankratiusplatz 2 Karte                                                                      | Guts- und Hofanlage           | 1564                                                    | 6. Dez. 1985     | 18              |
| Katholische Pfarrkirche St. Stephanus | Katholische Pfarrkirche St. Stephanus                                                 | Stadtbezirk Bockum-Hövel Hauptstraße 7 Karte                                                                          | Sakralbau                     | 1905/06                                                 | 6. Dez. 1985     | 19              |
| Katholische Pfarrkirche St. Agnes | Katholische Pfarrkirche St. Agnes                                                     | Stadtbezirk Mitte Brüderstraße 45 Karte                                                                               | Sakralbau                     | 1507–15                                                 | 9. Dez. 1985     | 20              |
| weitere Bilder | Katholische Pfarrkirche St. Regina                                                    | Stadtbezirk Rhynern St.-Reginen-Platz 16 Karte                                                                        | Sakralbau                     | ab Ende 12. Jahrhundert                                 | 9. Dez. 1985     | 21              |
| Kath. Petrus-Paulus-Kirche mit Pfarrhaus | Kath. Petrus-Paulus-Kirche mit Pfarrhaus                                              | Stadtbezirk Herringen Kapellenweg 102 Karte                                                                           | Sakralbau                     | 1771–75                                                 | 9. Dez. 1985     | 22              |
| weitere Bilder | Katholische Pfarrkirche St. Stephanus                                                 | Stadtbezirk Heessen Heessener Dorfstraße 20 Karte                                                                     | Sakralbau                     | 1876/1936                                               | 9. Dez. 1985     | 23 Wikidata     |
| weitere Bilder | Evangelische Martin-Luther-Kirche                                                     | Stadtbezirk Mitte Martin-Luther-Straße 49 Karte                                                                       | Sakralbau                     | 1734–39                                                 | 10. Dez. 1985    | 24 Wikidata     |
| BW | Evangelische Pfarrkirche mit Chor / Schiff um 1500                                    | Stadtbezirk Uentrop An der Uentroper Kirche 10 Karte                                                                  | Sakralbau                     | 11./12. Jahrhundert                                     | 11. Dez. 1985    | 25              |
| Evangelische Pfarrkirche St. Pankratius | Evangelische Pfarrkirche St. Pankratius                                               | Stadtbezirk Uentrop Marker Kirchplatz Karte                                                                           | Sakralbau                     | ab Anfang 12. Jahrhundert                               | 11. Dez. 1985    | 26              |
| weitere Bilder | Evangelische Kirche Berge                                                             | Stadtbezirk Rhynern Hellweg 147 Karte                                                                                 | Sakralbau                     | 16.–18. Jahrhundert                                     | 11. Dez. 1985    | 27 Wikidata     |
| Evangelische Kirche Rhynern | Evangelische Kirche Rhynern                                                           | Stadtbezirk Rhynern Alte Salzstraße 6 Karte                                                                           | Sakralbau                     | 1665                                                    | 11. Dez. 1985    | 28              |
| Evangelische Pfarrkirche St. Jakobus | Evangelische Pfarrkirche St. Jakobus                                                  | Stadtbezirk Pelkum Pelkumer Kirchplatz 1 Karte                                                                        | Sakralbau                     | 13.–18. Jahrhundert                                     | 11. Dez. 1985    | 29              |
| weitere Bilder | St.-Viktor-Kirche/Kirchhof                                                            | Stadtbezirk Herringen Fangstraße 3 Karte                                                                              | Sakralbau                     | 12./19. Jahrhundert                                     | 11. Dez. 1985    | 30              |
| BW | Fachwerk-Haupthaus, -Speicher und -Scheune                                            | Stadtbezirk Uentrop Frielinghauser Straße 3 Karte                                                                     | Guts- und Hofanlage           | 18. Jahrhundert                                         | 27. Jan. 1986    | 31              |
| Speicher, Back- und Haupthaus um 1700 | Speicher, Back- und Haupthaus um 1700                                                 | Stadtbezirk Uentrop Borgholz 5 Karte                                                                                  | Guts- und Hofanlage           | 18. Jahrhundert                                         | 27. Jan. 1986    | 32              |
| Hofanlage in Fachwerk-Massivbauweise | Hofanlage in Fachwerk-Massivbauweise                                                  | Stadtbezirk Uentrop Borgholz 3 Karte                                                                                  | Guts- und Hofanlage           | 2. Hälfte 19. Jahrhundert                               | 28. Jan. 1986    | 33              |
| BW | Hofanlage/Haupthaus/Remise/Backhaus                                                   | Stadtbezirk Rhynern Kumper Landstraße 10 Karte                                                                        | Guts- und Hofanlage           | um 1850                                                 | 19. Juli 1993    | 34              |
| Sümpers Kotten (Vierständerbau) | Sümpers Kotten (Vierständerbau)                                                       | Stadtbezirk Uentrop Marker Dorfstraße 178 Karte                                                                       | Guts- und Hofanlage           | um 1800                                                 | 28. Jan. 1986    | 35              |
| BW | Typisches Bauernhaus als Dreiständerbau                                               | Stadtbezirk Uentrop Frielingskamp 1 Karte                                                                             | Guts- und Hofanlage           | 1835                                                    | 28. Jan. 1986    | 36              |
| BW | Fachwerk-Scheune und -Backhaus                                                        | Stadtbezirk Uentrop Ostwennemarstraße 1 Karte                                                                         | Guts- und Hofanlage           | 19. Jahrhundert                                         | 3. Feb. 1986     | 37              |
| weitere Bilder | Gut Schulze Kump (Fachwerk- und Steinbauten)                                          | Stadtbezirk Rhynern Kumper Landstraße 5 Karte                                                                         | Guts- und Hofanlage           | 18./19. Jahrhundert                                     | 3. Feb. 1986     | 38              |
| weitere Bilder | Hof Schulze-Steinen mit Herrenhaus                                                    | Stadtbezirk Rhynern Drei-Eichen-Weg 5 Karte                                                                           | Guts- und Hofanlage           | 18. Jahrhundert – 1900                                  | 3. Feb. 1986     | 39              |
| Katholische Kapelle St. Anna (Annenkapelle) | Katholische Kapelle St. Anna (Annenkapelle)                                           | Stadtbezirk Heessen Dolberger Straße 53 Karte                                                                         | Sakralbau                     | 1728                                                    | 4. Feb. 1986     | 41              |
| weitere Bilder | Haus Hohenover (Wasserschloss)                                                        | Stadtbezirk Uentrop Rhynernstraße 2 Karte                                                                             | Schlossanlage                 |                                                         | 4. Feb. 1986     | 42              |
| BW | Haus Gröneberg (Fachwerkhaus mit Gräfte)                                              | Stadtbezirk Uentrop Grönebergstraße 16 Karte                                                                          | Guts- und Hofanlage           | 17.–18. Jahrhundert                                     | 5. Feb. 1986     | 43              |
| weitere Bilder | Haus Reck                                                                             | Stadtbezirk Pelkum Huckenhollweg 42 Karte                                                                             | Schlossanlage                 | ab 16. Jahrhundert                                      | 10. April 1989   | 44              |
| Haus Uentrop (Herrenhaus und andere Gebäude) | Haus Uentrop (Herrenhaus und andere Gebäude)                                          | Stadtbezirk Uentrop Zollstraße 2 Karte                                                                                | Schlossanlage                 | 1713–20                                                 | 6. Feb. 1986     | 45              |
| weitere Bilder | Villa                                                                                 | Stadtbezirk Mitte Ostenallee 70 Karte                                                                                 | Wohnhaus                      | 1920–30                                                 | 11. Feb. 1986    | 46              |
| Zwei über Eck gebaute Fachwerkhäuser | Zwei über Eck gebaute Fachwerkhäuser                                                  | Stadtbezirk Heessen Westhofskamp 3 Karte                                                                              | Wohnhaus                      | um 1800/1850                                            | 11. Feb. 1986    | 47              |
| Brokhof (Haupthaus/Remise/Schuppen) | Brokhof (Haupthaus/Remise/Schuppen)                                                   | Stadtbezirk Heessen Am Brokhof 1–3 Karte                                                                              | Guts- und Hofanlage           | 1806/1748                                               | 4. März 1986     | 48              |
| Fachwerkhaus Henin | Fachwerkhaus Henin                                                                    | Stadtbezirk Mitte Eylertstraße 15 Karte                                                                               | Wohn- und Gasthaus            | 1516                                                    | 4. März 1986     | 49              |
| Haus Freese (Fachwerkhaus) | Haus Freese (Fachwerkhaus)                                                            | Stadtbezirk Mitte Widumstraße 36 Karte                                                                                | Wohnhaus                      | 1. Hälfte 19. Jahrhundert                               | 4. März 1986     | 50              |
| Kaiser-Wilhelm-Denkmal 1870/71 | Kaiser-Wilhelm-Denkmal 1870/71                                                        | Stadtbezirk Rhynern Reginenstraße/An der Windmühle Karte                                                              | Grab- und Ehrenmal            | nach 1888                                               | 5. März 1986     | 51              |
| Gebäude der ehemaligen Zeche Maximilian | Gebäude der ehemaligen Zeche Maximilian                                               | Stadtbezirk Uentrop Alter Grenzweg 2 Karte                                                                            | Technisches Bauwerk           | 1908–11                                                 | 6. März 1986     | 52              |
| Ehemalige Schleuse (Fußgängerbrücke) | Ehemalige Schleuse (Fußgängerbrücke)                                                  | Stadtbezirk Mitte Nordring Karte                                                                                      | Technisches Bauwerk           | Anfang 19. Jahrhundert                                  | 11. März 1986    | 53              |
| weitere Bilder | Ehemaliges Gerichtsgebäude (heute Rathaus)                                            | Stadtbezirk Mitte Theodor-Heuss-Platz 16 Karte                                                                        | Öffentliches Gebäude          | 1890–94                                                 | 11. März 1986    | 54              |
| Stuniken-Haus | Stuniken-Haus                                                                         | Stadtbezirk Mitte Antonistraße 10 Karte                                                                               | Ehemaliges Wohnhaus           | 1748                                                    | 11. März 1986    | 55              |
| Barockes Bürgerhaus Vorschulze | Barockes Bürgerhaus Vorschulze                                                        | Stadtbezirk Mitte Südstraße 8 Karte                                                                                   | Öffentliches Gebäude          | 1744                                                    | 11. März 1986    | 56              |
| Giebelständiges Fachwerkhaus am Kirchring | Giebelständiges Fachwerkhaus am Kirchring                                             | Stadtbezirk Bockum-Hövel Stephanusplatz 5 Karte                                                                       | Wohnhaus                      | 1800                                                    | 13. März 1986    | 57              |
| Mittelalterliches Stadtmauer-Fragment | Mittelalterliches Stadtmauer-Fragment                                                 | Stadtbezirk Mitte Nordenwall Karte                                                                                    | Technisches Bauwerk           |                                                         | 18. März 1986    | 58              |
| Schloss Oberwerries | Schloss Oberwerries                                                                   | Stadtbezirk Heessen Zum Schloß Oberwerries 1 Karte                                                                    | Schlossanlage                 | 17./18. Jahrhundert                                     | 6. März 1986     | 59              |
| Park mit Bärenbrunnen und Musikpavillon | Park mit Bärenbrunnen und Musikpavillon                                               | Stadtbezirk Mitte Ostring Karte                                                                                       | Garten-Parkanlage             | 1914                                                    | 6. März 1986     | 60              |
| weitere Bilder | Straßenbrücke über den Flusslauf Ahse                                                 | Stadtbezirk Mitte Ostenallee Karte                                                                                    | Technisches Bauwerk           | 1911                                                    | 6. März 1986     | 61              |
| Dohmwirthhof (Fachwerkhaus) | Dohmwirthhof (Fachwerkhaus)                                                           | Stadtbezirk Rhynern Reginenstraße 16 Karte                                                                            | Wohn- und Gasthaus            | Mitte 19. Jahrhundert                                   | 24. Juni 1986    | 62              |
| Katholische Pfarrkirche Heilig Kreuz | Katholische Pfarrkirche Heilig Kreuz                                                  | Stadtbezirk Herringen An den Kirchen 11 Karte                                                                         | Sakralbau                     | 1928/29                                                 | 24. März 1986    | 63              |
| BW | Fachwerkhaus und Backstein-Schmiede                                                   | Stadtbezirk Rhynern Fischerstraße 111 Karte                                                                           | Guts- und Hofanlage           | 19. Jahrhundert                                         | 27. Mai 1986     | 64              |
| BW | Ehemaliges Wegekreuz in der Marienkirche                                              | Stadtbezirk Heessen Sulkshege 8 Karte                                                                                 | Grab- und Ehrenmal            | um 1760                                                 | 23. Juni 1986    | 65              |
| weitere Bilder | Ehemaliges Komödienhaus                                                               | Stadtbezirk Mitte Nordring 9 Karte                                                                                    | Wohnhaus                      | 18. Jahrhundert                                         | 29. Juli 1986    | 66              |
| BW | Ehemaliges Kaufhaus Lommel                                                            | Stadtbezirk Mitte Weststraße 52 Karte                                                                                 | Wohn-Geschäftshaus            | 1927                                                    | 4. Aug. 1987     | 67              |
| Ehemaliges Kutscher- und Amtshaus Pelkum | Ehemaliges Kutscher- und Amtshaus Pelkum                                              | Stadtbezirk Pelkum Kamener Straße 177 Karte                                                                           | Öffentliches Gebäude          | 1905/06                                                 | 25. Nov. 1987    | 68              |
| Haus Busmann (Fachwerk-Kötterhaus) | Haus Busmann (Fachwerk-Kötterhaus)                                                    | Stadtbezirk Heessen Dasbeck 5 Karte                                                                                   | Guts- und Hofanlage           | 1770                                                    | 28. Dez. 1988    | 69              |
| Traufenständiges Fachwerkhaus mit Walmdach | Traufenständiges Fachwerkhaus mit Walmdach                                            | Stadtbezirk Pelkum Kamener Straße 187 Karte                                                                           | Wohn-Geschäftshaus            | Mitte 19. Jahrhundert                                   | 16. Feb. 1989    | 70              |
| Traufenständiges Fachwerkhaus mit Stallkübbung                                                                                                  | Traufenständiges Fachwerkhaus mit Stallkübbung                                        | Stadtbezirk Pelkum Peterstraße 16 Karte                                                                               | Wohnhaus                      | Ende 19. Jahrhundert                                    | 16. Feb. 1989    | 71              |
| weitere Bilder | Fachwerkhaus (neue Natursteinfassade)                                                 | Stadtbezirk Mitte Widumstraße 12 Karte                                                                                | Wohn-Geschäftshaus            | 16. Jahrhundert                                         | 29. März 1989    | 74              |
| Mehrfamilien-Reihenhaus | Mehrfamilien-Reihenhaus                                                               | Stadtbezirk Mitte Brückenstraße 14 Karte                                                                              | Wohnhaus                      | 1911                                                    | 27. April 1989   | 75              |
| BW | Pflaumenbackhaus mit Dörrofen                                                         | Stadtbezirk Heessen Westhusener Weg 8 Karte                                                                           | Technisches Bauwerk           |                                                         | 22. Mai 1989     | 76              |
| Mehrfamilien-Reihenhaus | Mehrfamilien-Reihenhaus                                                               | Stadtbezirk Mitte Ostenallee 21 Karte                                                                                 | Wohnhaus                      | 1892                                                    | 22. Mai 1989     | 77              |
| Denkmal für den preußischen Minister Falk | Denkmal für den preußischen Minister Falk                                             | Stadtbezirk Mitte Ostenallee Karte                                                                                    | Grab- und Ehrenmal            | 1905                                                    | 22. Mai 1989     | 78              |
| weitere Bilder | Kriegerdenkmal (1870/71)                                                              | Stadtbezirk Mitte Ostenallee Karte                                                                                    | Grab- und Ehrenmal            | 1875                                                    | 22. Mai 1989     | 79              |
| Kleines verputztes Fachwerkgiebelhaus | Kleines verputztes Fachwerkgiebelhaus                                                 | Stadtbezirk Mitte Widumstraße 10 Karte                                                                                | Wohnhaus                      | 18. Jahrhundert                                         | 22. Mai 1989     | 80              |
| weitere Bilder | Mehrfamilien-Doppelhaus                                                               | Stadtbezirk Mitte Ostenallee 8–10 Karte                                                                               | Wohnhaus                      | um 1900                                                 | 22. Mai 1989     | 81              |
| Ehemalige Villa Uffeln | Ehemalige Villa Uffeln                                                                | Stadtbezirk Mitte Ostenallee 36 Karte                                                                                 | Wohnhaus                      | um 1905                                                 | 22. Mai 1989     | 82              |
| Verschiefertes Fachwerkhaus | Verschiefertes Fachwerkhaus                                                           | Stadtbezirk Mitte Widumstraße 11 Karte                                                                                | Wohnhaus                      | 19. Jahrhundert                                         | 2. Mai 1989      | 83              |
| Traufständiges Fachwerkhaus am Kirchring | Traufständiges Fachwerkhaus am Kirchring                                              | Stadtbezirk Rhynern St.-Reginen-Platz 12 Karte                                                                        | Wohnhaus                      | um 1850                                                 | 22. Mai 1989     | 84              |
| Ehemaliges Rathaus Heessen | Ehemaliges Rathaus Heessen                                                            | Stadtbezirk Heessen Amtsstraße 19 Karte                                                                               | Öffentliches Gebäude          | 1912–14                                                 | 22. Mai 1989     | 86              |
| Mehrfamilien-Reiheneckhaus | Mehrfamilien-Reiheneckhaus                                                            | Stadtbezirk Mitte Ostenallee 9 Karte                                                                                  | Wohnhaus                      | 1898                                                    | 12. Sep. 1989    | 87              |
| Mehrfamilien-Reihenhaus | Mehrfamilien-Reihenhaus                                                               | Stadtbezirk Mitte Ostenallee 11 Karte                                                                                 | Wohnhaus                      | um 1895                                                 | 22. Mai 1989     | 88              |
| Mehrfamilien-Reiheneckhaus mit Laden | Mehrfamilien-Reiheneckhaus mit Laden                                                  | Stadtbezirk Mitte Sedanstraße 15 Karte                                                                                | Wohn-Geschäftshaus            | um 1900                                                 | 5. Juni 1989     | 89              |
| Mehrfamilien-Reiheneckhaus mit Laden | Mehrfamilien-Reiheneckhaus mit Laden                                                  | Stadtbezirk Mitte Sedanstraße 18 Karte                                                                                | Wohn-Geschäftshaus            | um 1900                                                 | 5. Juni 1989     | 90              |
| Ehemaliger Kirchhofspeicher aus Fachwerk | Ehemaliger Kirchhofspeicher aus Fachwerk                                              | Stadtbezirk Rhynern St.-Reginen-Platz 14 Karte                                                                        | Wohnhaus                      | 2. Hälfte 16. Jahrhundert                               | 5. Juni 1989     | 91              |
| Fachwerkhaus mit Putzfassade | Fachwerkhaus mit Putzfassade                                                          | Stadtbezirk Mitte Oststraße 34 Karte                                                                                  | Wohn-Geschäftshaus            | 1847                                                    | 5. Juni 1989     | 92              |
| Wohn&Laden/Lager-Mühlenhaus Pohl | Wohn&Laden/Lager-Mühlenhaus Pohl                                                      | Stadtbezirk Mitte Brüderstraße 41 (Speicher) Brüderstraße 43 (Wohn-Geschäftshaus) Nordenwall 24 (Mühlengebäude) Karte | Wohn-Geschäftshaus            | 1880–1927                                               | 5. Juni 1989     | 93              |
| BW | Kornbrennerei mit Wohnhaus und Scheune                                                | Stadtbezirk Rhynern In Süddinker 44 Karte                                                                             | Technisches Bauwerk           | 1888–1909                                               | 5. Juni 1989     | 94              |
| BW | Vierständer-Fachwerkbau                                                               | Stadtbezirk Uentrop Sundernstraße 7 Karte                                                                             | Guts- und Hofanlage           | 1857                                                    | 26. Juli 1989    | 95              |
| BW | Fachwerkhaus mit Kübbung und Stall                                                    | Stadtbezirk Rhynern Menzelstraße 41 Karte                                                                             | Wohnhaus                      | 1860                                                    | 21. Juli 1989    | 96              |
| Fachwerkhaus mit Putzfassade | Fachwerkhaus mit Putzfassade                                                          | Stadtbezirk Mitte Oststraße 14 Karte                                                                                  | Wohn-Geschäftshaus            | 19. Jahrhundert                                         | 20. Juli 1989    | 97              |
| Park (Zaunanlage/gusseiserne Brücken) | Park (Zaunanlage/gusseiserne Brücken)                                                 | Stadtbezirk Uentrop Heithofer Allee 62 Karte                                                                          | Garten-Parkanlage             | um 1840                                                 | 20. Juli 1989    | 98              |
| Vierständerhallenhaus mit Vorschauer | Vierständerhallenhaus mit Vorschauer                                                  | Stadtbezirk Uentrop Fährstraße 1 Karte                                                                                | Guts- und Hofanlage           | 1803                                                    | 20. Juli 1989    | 99              |
| Großer Fachwerkbau mit Quererschließung | Großer Fachwerkbau mit Quererschließung                                               | Stadtbezirk Uentrop Alte Soester Straße 53 Karte                                                                      | Wohnhaus                      | 1825                                                    | 27. Juli 1989    | 100             |
| weitere Bilder | Hof Grieskamp (Haupthaus/Backhaus/Stall)                                              | Stadtbezirk Bockum-Hövel Memeler Straße 63 Karte                                                                      | Guts- und Hofanlage           | Mitte 19. Jahrhundert                                   | 29. Aug. 1989    | 101             |
| Schulze Hohenhövel (Haupt- und Gesindehaus) | Schulze Hohenhövel (Haupt- und Gesindehaus)                                           | Stadtbezirk Bockum-Hövel Hohenhöveler Straße 39–45 Karte                                                              | Guts- und Hofanlage           | 1. Hälfte 19. Jahrhundert                               | 30. Aug. 1989    | 102             |
| Villa mit Veranda von 1919 und Garten | Villa mit Veranda von 1919 und Garten                                                 | Stadtbezirk Uentrop Markgrafenufer 3 Karte                                                                            | Wohnhaus                      | um 1913                                                 | 31. Aug. 1989    | 103             |
| Ehemalige Maschinenhalle Zeche Sachsen | Ehemalige Maschinenhalle Zeche Sachsen                                                | Stadtbezirk Heessen Sachsenweg 10 Karte                                                                               | Technisches Bauwerk           | 1914                                                    | 1. Sep. 1989     | 105             |
| BW | Fachwerk-Wassermühle Dohmwirt                                                         | Stadtbezirk Rhynern An der Bewer 2 Karte                                                                              | Technisches Bauwerk           | Anfang 19. Jahrhundert                                  | 1. Sep. 1989     | 106             |
| Fachwerkhaus auf hohem Putzsockel | Fachwerkhaus auf hohem Putzsockel                                                     | Stadtbezirk Rhynern Alte Salzstraße 7 Karte                                                                           | Wohnhaushälfte                | 19. Jahrhundert                                         | 4. Sep. 1989     | 107             |
| Fachwerkhaus mit Vorschauer | Fachwerkhaus mit Vorschauer                                                           | Stadtbezirk Rhynern Alte Salzstraße 9 Karte                                                                           | Wohnhaus                      | ≈1840                                                   | 4. Sep. 1989     | 108             |
| BW | Heuerlingshaus aus Fachwerk                                                           | Stadtbezirk Rhynern Drei-Eichen-Weg 2 Karte                                                                           | Wohnhaus                      | 19. Jahrhundert                                         | 4. Sep. 1989     | 110             |
| Feuerwehrgerätehaus aus Fachwerk | Feuerwehrgerätehaus aus Fachwerk                                                      | Stadtbezirk Rhynern Wambelner Berg Karte                                                                              | Technisches Bauwerk           | 1860                                                    | 4. Sep. 1989     | 111             |
| BW | Fachwerk-Speicher                                                                     | Stadtbezirk Rhynern Illinger Straße 6 Karte                                                                           | Guts- und Hofanlage           | 1840                                                    | 4. Sep. 1989     | 112             |
| BW | Haupthaus aus Fachwerk mit Vorschauer                                                 | Stadtbezirk Rhynern Holtumer Weg 1 Karte                                                                              | Guts- und Hofanlage           | 1857                                                    | 7. Sep. 1989     | 113             |
| BW | Fachwerk-Speicher und -Scheune                                                        | Stadtbezirk Rhynern Im Hagen 6 Karte                                                                                  | Guts- und Hofanlage           | Mitte 19. Jahrhundert                                   | 4. Sep. 1989     | 114             |
| Giebelständiges Fachwerkhaus mit Krüppelwalmdach                                                                                                | Giebelständiges Fachwerkhaus mit Krüppelwalmdach                                      | Stadtbezirk Heessen Heessener Dorfstraße 3 Karte                                                                      | Wohnhaus                      | um 1800                                                 | 6. Sep. 1989     | 116             |
| Giebelständiges Fachwerkhaus mit Krüppelwalmdach                                                                                                | Giebelständiges Fachwerkhaus mit Krüppelwalmdach                                      | Stadtbezirk Heessen Heessener Dorfstraße 5 Karte                                                                      | Wohnhaus                      | 1. Hälfte 19. Jahrhundert                               | 6. Sep. 1989     | 117             |
| Traufständiges Fachwerkhaus mit Krüppelwalm | Traufständiges Fachwerkhaus mit Krüppelwalm                                           | Stadtbezirk Heessen Heessener Dorfstraße 7 Karte                                                                      | Wohnhaus                      | um 1900                                                 | 6. Sep. 1989     | 118             |
| Kleines Fachwerkhaus (historisches Schulgebäude)                                                                                                | Kleines Fachwerkhaus (historisches Schulgebäude)                                      | Stadtbezirk Heessen Heessener Dorfstraße 15 Karte                                                                     | Wohnhaus                      | 18. Jahrhundert                                         | 6. Sep. 1989     | 119             |
| BW | Ehemaliger Hof                                                                        | Stadtbezirk Uentrop Dammstraße 1 Karte                                                                                | Wohnhaus                      | 1717                                                    | 20. Sep. 1989    | 120             |
| Hof Schulze-Velmede (Fachwerk-Deelenhaus) | Hof Schulze-Velmede (Fachwerk-Deelenhaus)                                             | Stadtbezirk Rhynern Reginenstraße 1 Karte                                                                             | Guts- und Hofanlage           | um 1774                                                 | 27. Sep. 1989    | 121             |
| Fachwerkgasthaus Lindenhof | Fachwerkgasthaus Lindenhof                                                            | Stadtbezirk Rhynern Alte Salzstraße 3 Karte                                                                           | Wohn- und Gasthaus            | Anfang 19. Jahrhundert                                  | 17. Okt. 1989    | 122             |
| Kleines traufenständiges Kötterhaus aus Fachwerk                                                                                                | Kleines traufenständiges Kötterhaus aus Fachwerk                                      | Stadtbezirk Pelkum Kamener Straße 154 Karte                                                                           | Wohnhaus                      | Ende 19. Jahrhundert                                    | 24. Jan. 1990    | 123             |
| [[Vorlage:Bilderwunsch/code!/C:51.67369,7.87091!/D:Fachwerk-Haupthaus und -Scheune, Bimbergsheide 1 (Franz-Steimann-Straße 24)!/\|BW]]          | Fachwerk-Haupthaus und -Scheune                                                       | Stadtbezirk Uentrop Bimbergsheide 1 (Franz-Steimann-Straße 24) Karte                                                  | Guts- und Hofanlage           | 1848/1829                                               | 30. Nov. 1989    | 124             |
| Verputztes Fachwerkhaus | Verputztes Fachwerkhaus                                                               | Stadtbezirk Mitte Südstraße 10 Karte                                                                                  | Wohn- und Gasthaus            | um 1800                                                 | 11. Dez. 1989    | 125             |
| Kleinbürgerliches Fachwerkhaus | Kleinbürgerliches Fachwerkhaus                                                        | Stadtbezirk Mitte Ritterstraße 1 Karte                                                                                | Wohnhaus                      | 2. Hälfte 19. Jahrhundert                               | 11. Dez. 1989    | 126             |
| Mehrfamilien-Reihenhaus | Mehrfamilien-Reihenhaus                                                               | Stadtbezirk Mitte Ostenallee 16 Karte                                                                                 | Wohnhaus                      | um 1905                                                 | 29. Jan. 1990    | 128             |
| weitere Bilder | Fachwerk-Haupthaus, -Backhaus und -Schmiede                                           | Stadtbezirk Pelkum Kamener Straße 190 Karte                                                                           | Guts- und Hofanlage           | 1881                                                    | 24. Jan. 1990    | 129             |
| Backsteingebäude mit Vorgarten | Backsteingebäude mit Vorgarten                                                        | Stadtbezirk Rhynern An der Windmühle 10 Karte                                                                         | Wohnhaus                      | 2. Hälfte 19. Jahrhundert                               | 23. Jan. 1990    | 130             |
| weitere Bilder | Mühle Koch Haupt- und Mühlengebäude                                                   | Stadtbezirk Mitte Nordstraße 19 Karte                                                                                 | Wohn-Geschäftshaus            | 19. Jahrhundert                                         | 1. Feb. 1990     | 132             |
| BW | Kleiner Fachwerk-Kotten                                                               | Stadtbezirk Rhynern Dierhagenweg 30 Karte                                                                             | Wohnhaus                      | 1. Hälfte 19. Jahrhundert                               | 16. Feb. 1990    | 133             |
| Kleines Fachwerkhaus mit Satteldach | Kleines Fachwerkhaus mit Satteldach                                                   | Stadtbezirk Bockum-Hövel Ermelinghofstraße 6 Karte                                                                    | Wohnhaus                      | 2. Hälfte 19. Jahrhundert                               | 20. März 1990    | 134             |
| Mehrfamilien-Reihenhaus | Mehrfamilien-Reihenhaus                                                               | Stadtbezirk Mitte Brückenstraße 4 Karte                                                                               | Wohnhaus                      | 1906                                                    | 27. März 1990    | 135             |
| BW | Matthias-Claudius-Schule (Nebengebäude)                                               | Stadtbezirk Mitte Alleestraße 20 a Karte                                                                              | Öffentliches Gebäude          | 1875–87                                                 | 27. März 1990    | 136             |
| weitere Bilder | Mehrfamilien-Reihenhaus                                                               | Stadtbezirk Mitte Kentroper Weg 60 Karte                                                                              | Wohnhaus                      | um 1910                                                 | 18. Juni 1990    | 145             |
| Mehrfamilien-Reihenhaus | Mehrfamilien-Reihenhaus                                                               | Stadtbezirk Mitte Kentroper Weg 62 Karte                                                                              | Wohnhaus                      | um 1910                                                 | 18. Juni 1990    | 146             |
| Mehrfamilien-Reihenhaus | Mehrfamilien-Reihenhaus                                                               | Stadtbezirk Mitte Kentroper Weg 64 Karte                                                                              | Wohnhaus                      | um 1910                                                 | 18. Juni 1990    | 147             |
| BW | Tankstellen Rhynern-Nord und -Süd                                                     | Stadtbezirk Rhynern Autobahn (BAB) A 2 Karte                                                                          | Technisches Bauwerk           | 1938–47                                                 | 11. Juli 1990    | 148             |
| Fußgängerhängebrücke Schulwegsteg | Fußgängerhängebrücke Schulwegsteg                                                     | Stadtbezirk Uentrop Im Fuchswinkel Karte                                                                              | Technisches Bauwerk           | 1916/17                                                 | 11. Juli 1990    | 149             |
| Hauptbahnhof (Empfangsgebäude) | Hauptbahnhof (Empfangsgebäude)                                                        | Stadtbezirk Mitte Willy-Brandt-Platz 1 Karte                                                                          | Öffentliches Gebäude          | 1926–29                                                 | 11. Juli 1990    | 150             |
| Haus Helm (Backsteinbau) | Haus Helm (Backsteinbau)                                                              | Stadtbezirk Rhynern Reginenstraße 5 Karte                                                                             | Wohn- und Gasthaus            | 1905                                                    | 17. Sep. 1990    | 151             |
| weitere Bilder | Evangelische Christuskirche und Gemeindehaus                                          | Stadtbezirk Mitte Lange Straße 74 Karte                                                                               | Sakralbau                     | 1901–03                                                 | 24. Okt. 1990    | 152             |
| BW | Haupthaus, Stall und Speicher aus Fachwerk                                            | Stadtbezirk Rhynern Gobel-von-Drechen-Straße 16 Karte                                                                 | Guts- und Hofanlage           | 19. Jahrhundert                                         | 31. Okt. 1990    | 153             |
| Ehemalige Schlossmühle Heessen | Ehemalige Schlossmühle Heessen                                                        | Stadtbezirk Heessen An der Schloßmühle Karte                                                                          | Technisches Bauwerk           | 1546                                                    | 22. Jan. 1991    | 157             |
| Ehemalige "Villa Jucho" mit Wirtschaftsgebäude                                                                                                  | Ehemalige "Villa Jucho" mit Wirtschaftsgebäude                                        | Stadtbezirk Uentrop Jägerallee 51 Karte                                                                               | Wohnhaus                      | 1925/26                                                 | 23. Jan. 1991    | 158             |
| weitere Bilder | Fachwerkhaus                                                                          | Stadtbezirk Uentrop Alte Soester Straße 24 (Marker Kirchplatz 8) Karte                                                | Wohnhaus                      | 1. Hälfte 19. Jahrhundert                               | 13. März 1991    | 165             |
| Kleines traditionelles Fachwerkhaus am Kirchring                                                                                                | Kleines traditionelles Fachwerkhaus am Kirchring                                      | Stadtbezirk Uentrop Marker Kirchplatz 1 Karte                                                                         | Wohnhaus                      | 19. Jahrhundert                                         | 13. März 1991    | 166             |
| Kleines traditionelles Fachwerkhaus am Kirchring                                                                                                | Kleines traditionelles Fachwerkhaus am Kirchring                                      | Stadtbezirk Uentrop Marker Kirchplatz 4 Karte                                                                         | Wohnhaus                      | 19. Jahrhundert                                         | 13. März 1991    | 167             |
| Zwei Wassertürme von 1907/08 & 1949–52 | Zwei Wassertürme von 1907/08 & 1949–52                                                | Stadtbezirk Rhynern Hellweg 164 Karte                                                                                 | Technisches Bauwerk           | 1. Hälfte 20. Jahrhundert                               | 18. März 1991    | 168             |
| BW | Eiserne Transformatorensäule                                                          | Stadtbezirk Heessen Westhusener Weg Karte                                                                             | Technisches Bauwerk           | um 1930                                                 | 24. Mai 1991     | 170             |
| weitere Bilder | Eiserne Transformatorensäule                                                          | Stadtbezirk Mitte Schildkamp Karte                                                                                    | Technisches Bauwerk           | um 1930                                                 | 24. Mai 1991     | 172             |
| Kriegerdenkmal in Berge | Kriegerdenkmal in Berge                                                               | Stadtbezirk Rhynern Hellweg / Ostdorfstraße Karte                                                                     | Grab- und Ehrenmal            | um 1920                                                 | 3. Juni 1991     | 174             |
| Aula des Gymnasiums Hammonense | Aula des Gymnasiums Hammonense                                                        | Stadtbezirk Mitte Adenauerallee 2 Karte                                                                               | Öffentliches Gebäude          | 1957                                                    | 12. Aug, 1991    | 175             |
| weitere Bilder | Fachwerk-Wohnhaus und -Remise                                                         | Stadtbezirk Pelkum Kissingerhöfen 55 Karte                                                                            | Guts- und Hofanlage           | 1874                                                    | 20. Sep. 1991    | 176             |
| Ehemalige Hofanlage, Haupthaus aus Fachwerk | Ehemalige Hofanlage, Haupthaus aus Fachwerk                                           | Stadtbezirk Uentrop Alter Uentroper Weg 19 Karte                                                                      | Guts- und Hofanlage           | 1826                                                    | 8. Nov. 1991     | 177             |
| BW | Gut Ostholz (Haupthaus von 1869 u. a.)                                                | Stadtbezirk Uentrop Alter Uentroper Weg 263 Karte                                                                     | Guts- und Hofanlage           | 18./19. Jahrhundert                                     | 8. Nov. 1991     | 178             |
| weitere Bilder | Lippe-Schleuse am Schloss Heessen                                                     | Stadtbezirk Heessen Schlossstraße Karte                                                                               | Technisches Bauwerk           | 1826                                                    | 8. Nov. 1991     | 179             |
| Typisches Ackerbürgerhaus aus Fachwerk | Typisches Ackerbürgerhaus aus Fachwerk                                                | Stadtbezirk Rhynern Alte Salzstraße 31 Karte                                                                          | Wohnhaus                      | 2. Hälfte 19. Jahrhundert                               | 18. Nov. 1991    | 180             |
| Jugendgästehaus Sylverberg | Jugendgästehaus Sylverberg                                                            | Stadtbezirk Uentrop Ostenallee 101 Karte                                                                              | Öffentliches Gebäude          | 1880                                                    | 1. April 1992    | 181             |
| weitere Bilder | Jüdischer Friedhof auf dem Ostenfriedhof                                              | Stadtbezirk Mitte Ostenallee Karte                                                                                    | Grab- und Ehrenmal            |                                                         | 1. April 1992    | 182             |
| Ehemaliges Gesindehaus aus Fachwerk | Ehemaliges Gesindehaus aus Fachwerk                                                   | Stadtbezirk Heessen An der Schloßmühle 20 Karte                                                                       | Wohnhaus                      | 1837                                                    | 14. Mai 1992     | 183             |
| BW | Kleines Nebengebäude des Pfarrhauses aus Fachwerk                                     | Stadtbezirk Uentrop In der Geithe 10 Karte                                                                            | Technisches Bauwerk           |                                                         | 14. Mai 1992     | 184             |
| weitere Bilder | Villa Meschede                                                                        | Stadtbezirk Mitte Südring 14 Karte                                                                                    | Wohnhaus                      | 1927                                                    | 14. Mai 1992     | 185             |
| Ehemaliges Kleinbahnhofsgebäude Maximilian | Ehemaliges Kleinbahnhofsgebäude Maximilian                                            | Stadtbezirk Uentrop Alter Grenzweg 24 Karte                                                                           | Öffentliches Gebäude          | 1904                                                    | 22. Mai 1992     | 187             |
| Giebelständiges Fachwerkhaus am Kirchring | Giebelständiges Fachwerkhaus am Kirchring                                             | Stadtbezirk Rhynern St.-Reginen-Platz 3 Karte                                                                         | Wohnhaus                      | 19. Jahrhundert                                         | 6. Juli 1992     | 188             |
| Großer Kirchring-Fachwerkkomplex | Großer Kirchring-Fachwerkkomplex                                                      | Stadtbezirk Rhynern St.-Reginen-Platz (Reginenstraße.) 11 (5a) Karte                                                  | Wohn-Geschäftshaus            | 19. Jahrhundert                                         | 6. Juli 1992     | 189             |
| Traufständiges Fachwerkhaus am Kirchring | Traufständiges Fachwerkhaus am Kirchring                                              | Stadtbezirk Rhynern St.-Reginen-Platz 13 Karte                                                                        | Wohnhaus                      | um 800                                                  | 6. Juli 1992     | 190             |
| weitere Bilder | Friedrich-List-Kolleg (ehemalige Brandström-Schule)                                   | Stadtbezirk Mitte Spichernstraße 9–13 Karte                                                                           | Öffentliches Gebäude          |                                                         | 15. Juli 1992    | 191             |
| Fachwerk-Haupthaus, Speicher und Scheune | Fachwerk-Haupthaus, Speicher und Scheune                                              | Stadtbezirk Uentrop Soester Straße 310 Karte                                                                          | Guts- und Hofanlage           | 1838/um 1900                                            | 21. Okt. 1992    | 192             |
| weitere Bilder | Mehrfamilien-Reihenhaus                                                               | Stadtbezirk Mitte Hohe Straße 50a Karte                                                                               | Wohnhaus                      | 1870/80                                                 | 21. Okt. 1992    | 193             |
| BW | Fachwerk-Back- und Haupthaus von 1768                                                 | Stadtbezirk Rhynern Pappelallee 12 Karte                                                                              | Guts- und Hofanlage           | 18. Jahrhundert                                         | 28. Okt. 1992    | 194             |
| Mehrfamilien-Reihenhaus | Mehrfamilien-Reihenhaus                                                               | Stadtbezirk Mitte Brückenstraße 13 Karte                                                                              | Wohnhaus                      | 1914                                                    | 29. März 1993    | 195             |
| Freistehendes Mehrfamilienhaus | Freistehendes Mehrfamilienhaus                                                        | Stadtbezirk Mitte Ostenallee 47 Karte                                                                                 | Wohnhaus                      | um 1900                                                 | 29. März 1993    | 197             |
| weitere Bilder | Fachwerk-Wohn- und Wirtschaftsgebäude                                                 | Stadtbezirk Herringen Urnenfeldstraße 13 Karte                                                                        | Guts- und Hofanlage           | 1. Hälfte 19. Jahrhundert                               | 16. April 1993   | 198             |
| Alte Selmigerheiderschule | Alte Selmigerheiderschule                                                             | Stadtbezirk Pelkum Auf der Horst 18 Karte                                                                             | Öffentliches Gebäude          | 1870, 1880                                              | 25. Mai 1993     | 199             |
| weitere Bilder | Ehemalige Windmühle (Handelsmühle)                                                    | Stadtbezirk Bockum-Hövel Hammer Straße 72 h,j Karte                                                                   | Technisches Bauwerk           | Mitte 19. Jahrhundert                                   | 19. Juli 1993    | 200             |
| BW | Fachwerk-Bauernhaus                                                                   | Stadtbezirk Heessen Westhusen 4 Karte                                                                                 | Guts- und Hofanlage           | 19. Jahrhundert                                         | 9. Juli 1993     | 201             |
| Traufenständiges Fachwerkhaus | Traufenständiges Fachwerkhaus                                                         | Stadtbezirk Rhynern Alte Salzstraße 25 Karte                                                                          | Wohnhaus                      | 19. Jahrhundert                                         | 7. Sep. 1993     | 202             |
| BW | Traufständiges Fachwerkhaus mit Satteldach                                            | Stadtbezirk Rhynern Dürerstraße 31 Karte                                                                              | Wohnhaus                      | 1870/80                                                 | 19. April 1994   | 203             |
| Arbeitersiedlung (von Architekt K. Siebold) | Arbeitersiedlung (von Architekt K. Siebold)                                           | Stadtbezirk Bockum-Hövel Zechenbahnweg 3–18 Karte                                                                     | Siedlung                      | 1911                                                    | 21. April 1994   | 204             |
| ehemalige Wallholländer-Windmühle | ehemalige Wallholländer-Windmühle                                                     | Stadtbezirk Bockum-Hövel Klostermühlenweg 40 Karte                                                                    | Technisches Bauwerk           | 19. Jahrhundert/1920                                    | 21. April 1994   | 205             |
| BW | Historische Ausstattung Evangelische Kirche Drechen                                   | Stadtbezirk Rhynern An der Drechener Kirche 3 Karte                                                                   | Sakralbau                     | 15.–18. Jahrhundert                                     | 17. Juni 1994    | 206             |
| BW | Haarener Kleinbahnbrücke                                                              | Stadtbezirk Uentrop In der Geithe Karte                                                                               | Technisches Bauwerk           | 1916/17                                                 | 18. Juli 1994    | 207             |
| BW | Holtsträter Brücke über Kanal                                                         | Stadtbezirk Uentrop Auf dem Südfelde Karte                                                                            | Technisches Bauwerk           | 1917                                                    | 18. Juli 1994    | 208             |
| Fachwerk-Haupthaus und -Speicher | Fachwerk-Haupthaus und -Speicher                                                      | Stadtbezirk Uentrop Marker Dorfstraße 114 Karte                                                                       | Guts- und Hofanlage           | Anfang/Ende 19. Jahrhundert                             | 1. Sep. 1994     | 209             |
| Kleines giebelständiges Fachwerkhaus am Kirchring                                                                                               | Kleines giebelständiges Fachwerkhaus am Kirchring                                     | Stadtbezirk Pelkum Pelkumer Kirchplatz 8 Karte                                                                        | Wohnhaus                      | 1. Hälfte 18. Jahrhundert                               | 2. Jan. 1995     | 210             |
| Kleines traufständiges Fachwerkhaus am Kirchring                                                                                                | Kleines traufständiges Fachwerkhaus am Kirchring                                      | Stadtbezirk Pelkum Pelkumer Kirchplatz 11 Karte                                                                       | Wohnhaus                      | 1718                                                    | 2. Jan. 1995     | 211             |
| Kleines giebelständiges Fachwerkhaus am Kirchring                                                                                               | Kleines giebelständiges Fachwerkhaus am Kirchring                                     | Stadtbezirk Pelkum Pelkumer Kirchplatz 13 Karte                                                                       | Wohnhaus                      | 2. Hälfte 17. Jahrhundert                               | 2. Jan. 1995     | 212             |
| Kleines giebelständiges Fachwerkhaus am Kirchring                                                                                               | Kleines giebelständiges Fachwerkhaus am Kirchring                                     | Stadtbezirk Pelkum Pelkumer Kirchplatz 14 Karte                                                                       | Wohnhaus                      | 2. Hälfte 17. Jahrhundert                               | 2. Jan. 1995     | 213             |
| BW | Fachwerkhaus (Wirtschaftsteil 1858) und Gräfte                                        | Stadtbezirk Uentrop Baumstraße 46 Karte                                                                               | Guts- und Hofanlage           | Anfang 19. Jahrhundert                                  | 27. März 1995    | 214             |
| BW | Arbeitersiedlung von Alfred Fischer                                                   | Stadtbezirk Heessen Vogelsang 1–89 Karte                                                                              | Siedlung                      | 1920/21                                                 | 27. März 1995    | 215             |
| Mehrfamilien-Reihenhaus | Mehrfamilien-Reihenhaus                                                               | Stadtbezirk Mitte Brückenstraße 12 Karte                                                                              | Wohnhaus                      | 1925                                                    | 30. Mai 1995     | 217             |
| Brennereiturm der Hefefabrik Asbeck | Brennereiturm der Hefefabrik Asbeck                                                   | Stadtbezirk Mitte Ritterstraße 2 a Karte                                                                              | Technisches Bauwerk           | 19. Jahrhundert                                         | 30. Mai 1995     | 218             |
| BW | Gut Sternholz (heute Sauna)                                                           | Stadtbezirk Uentrop Lippestraße 138 Karte                                                                             | Guts- und Hofanlage           | 1930, 1948/49                                           | 27. Juni 1995    | 219             |
| Ehemalige Beamtenvilla (heute Kita) | Ehemalige Beamtenvilla (heute Kita)                                                   | Stadtbezirk Uentrop Alter Uentroper Weg 141 Karte                                                                     | Öffentliches Gebäude          | 1908                                                    | 11. Sep. 1995    | 220             |
| Ehemalige Buchhandlung Dabelow | Ehemalige Buchhandlung Dabelow                                                        | Stadtbezirk Mitte Weststraße 26 Karte                                                                                 | Wohn-Geschäftshaus            | Ende 17. Jahrhundert                                    | 18. Sep. 1995    | 221             |
| Villa mit schmiedeeiserner Einzäunung | Villa mit schmiedeeiserner Einzäunung                                                 | Stadtbezirk Uentrop Ostenallee 78 Karte                                                                               | Wohnhaus                      | 1913                                                    | 7. Nov. 1995     | 223             |
| Hofkreuz am Hof Stork | Hofkreuz am Hof Stork                                                                 | Stadtbezirk Bockum-Hövel Horster Straße 231 Karte                                                                     | Grab- und Ehrenmal            | 1909                                                    | 15. März 1996    | 224             |
| Arbeitersiedlung von Alfred Fischer | Arbeitersiedlung von Alfred Fischer                                                   | Stadtbezirk Heessen Margarethenhof 1–12 Karte                                                                         | Siedlung                      | ab 1914                                                 | 15. März 1996    | 225             |
| weitere Bilder | Kurhaus (Kopfbau und Spiegelsaal)                                                     | Stadtbezirk Uentrop Ostenallee 87 Karte                                                                               | Öffentliches Gebäude          | 1898 nach Plänen des Architekten Otto Leppin errichtet. | 22. März 1996    | 226             |
| Mittelgroßes Bauernhaus (Vierständerbau) | Mittelgroßes Bauernhaus (Vierständerbau)                                              | Stadtbezirk Uentrop Obere Rothe 3 Karte                                                                               | Guts- und Hofanlage           | 1851                                                    | 25. Juni 1996    | 227             |
| Fachwerkhaus mit Putzfassade | Fachwerkhaus mit Putzfassade                                                          | Stadtbezirk Mitte Oststraße 26 Karte                                                                                  | Wohn-Geschäftshaus            | 19. Jahrhundert                                         | 10. Sep. 1996    | 228             |
| Villa des Amtmanns von Hövel (heute Kita) | Villa des Amtmanns von Hövel (heute Kita)                                             | Stadtbezirk Bockum-Hövel Ermelinghofstraße 12 Karte                                                                   | Wohnhaus                      | 1914                                                    | 29. Okt. 1996    | 229             |
| weitere Bilder | Radbod-Denkmal (Grubenunglück 1908)                                                   | Stadtbezirk Bockum-Hövel Ermelinghofstraße Karte                                                                      | Grab- und Ehrenmal            | 1911                                                    | 2. Dez. 1996     | 230             |
| Villa des Hauses Kentrop | Villa des Hauses Kentrop                                                              | Stadtbezirk Mitte Haus Kentrop 5 Karte                                                                                | Wohnhaus                      | Ende 19. Jahrhundert                                    | 9. Dez. 1996     | 231             |
| Schulze Everding (Fachwerk-Speicher) | Schulze Everding (Fachwerk-Speicher)                                                  | Stadtbezirk Bockum-Hövel Leni-Schulze-Everding-Platz 2 Karte                                                          | Guts- und Hofanlage           | Mitte 19. Jahrhundert                                   | 6. Jan. 1997     | 232             |
| Einhorn-Apotheke | Einhorn-Apotheke                                                                      | Stadtbezirk Mitte Weststraße 22 Karte                                                                                 | Wohn-Geschäftshaus            | 1888                                                    | 18. Feb. 1997    | 233             |
| Mehrfamilien-Reihenhaus mit Ladenlokal | Mehrfamilien-Reihenhaus mit Ladenlokal                                                | Stadtbezirk Mitte Nordstraße 1 Karte                                                                                  | Wohn-Geschäftshaus            | 1913                                                    | 18. Feb. 1997    | 234             |
| Jugendstilvilla mit parkähnliche Anlage | Jugendstilvilla mit parkähnliche Anlage                                               | Stadtbezirk Uentrop Jägerallee 31 Karte                                                                               | Wohnhaus                      | 1905                                                    | 25. März 1997    | 235             |
| Mehrfamilien-Reihenhaus mit Ladenlokal | Mehrfamilien-Reihenhaus mit Ladenlokal                                                | Stadtbezirk Mitte Nordstraße 3 Karte                                                                                  | Wohn-Geschäftshaus            | 1906                                                    | 4. Juni 1997     | 236             |
| Ehemaliges Haus Volle (Fachwerkhaus) | Ehemaliges Haus Volle (Fachwerkhaus)                                                  | Stadtbezirk Mitte Ostenwall 22 Karte                                                                                  | Wohnhaus                      | 1861                                                    | 20. Juni 1997    | 237             |
| Als Landhaus konzipiertes Zweifamilienhaus | Als Landhaus konzipiertes Zweifamilienhaus                                            | Stadtbezirk Uentrop Ostenallee 111 Karte                                                                              | Wohnhaus                      | 1923                                                    | 11. März 1998    | 238             |
| Kleines speicherartiges Fachwerkhaus | Kleines speicherartiges Fachwerkhaus                                                  | Stadtbezirk Heessen Herrenstraße 4 Karte                                                                              | Wohnhaus                      | um 1800                                                 | 23. März 1998    | 239             |
| Justizvollzugsanstalt Hamm | Justizvollzugsanstalt Hamm                                                            | Stadtbezirk Mitte Bismarckstraße 3 Karte                                                                              | Öffentliches Gebäude          | 1927/28                                                 | 22. April 1998   | 241             |
| Halbfreistehendes Einfamilienhaus | Halbfreistehendes Einfamilienhaus                                                     | Stadtbezirk Mitte Brückenstraße 5 Karte                                                                               | Wohnhaus                      | 1912/13                                                 | 29. Juli 1998    | 242             |
| Einfamilien-Reihenhaus | Einfamilien-Reihenhaus                                                                | Stadtbezirk Mitte Brückenstraße 6 Karte                                                                               | Wohnhaus                      | 1907/08                                                 | 29. Juli 1998    | 243             |
| Halbfreistehendes Einfamilienhaus | Halbfreistehendes Einfamilienhaus                                                     | Stadtbezirk Mitte Brückenstraße 7 Karte                                                                               | Wohnhaus                      | 1908/09                                                 | 29. Juli 1998    | 244             |
| Einfamilien-Reihenhaus | Einfamilien-Reihenhaus                                                                | Stadtbezirk Mitte Brückenstraße 9 Karte                                                                               | Wohnhaus                      | 1906/07                                                 | 29. Juli 1998    | 245             |
| Mehrfamilien-Reihenhaus | Mehrfamilien-Reihenhaus                                                               | Stadtbezirk Mitte Brückenstraße 15 Karte                                                                              | Wohnhaus                      | 1905–07                                                 | 29. Juli 1998    | 246             |
| Freistehendes Mehrfamilienhaus | Freistehendes Mehrfamilienhaus                                                        | Stadtbezirk Mitte Brückenstraße 19 Karte                                                                              | Wohnhaus                      | 1914                                                    | 29. Juli 1998    | 247             |
| Bildstock Zum guten Hirten (Bildplatte) | Bildstock Zum guten Hirten (Bildplatte)                                               | Stadtbezirk Bockum-Hövel Stockumer Straße                                                                             | Grab- und Ehrenmal            | 1765                                                    | 2. Feb. 1999     | 248             |
| Villa Ising (heute Kita) | Villa Ising (heute Kita)                                                              | Stadtbezirk Mitte Heßlerstraße 12 Karte                                                                               | Öffentliches Gebäude          | 1906                                                    | 3. Feb. 1999     | 249             |
| Hochkreuzanlage auf dem Höveler Friedhof | Hochkreuzanlage auf dem Höveler Friedhof                                              | Stadtbezirk Bockum-Hövel Erlenfeldstraße Karte                                                                        | Grab- und Ehrenmal            | 1860                                                    | 31. Aug. 1999    | 250             |
| Evangelische Johanneskirche (Bockum-Hövel) | Evangelische Johanneskirche (Bockum-Hövel)                                            | Stadtbezirk Bockum-Hövel An der Johanneskirche 24 Karte                                                               | Sakralbau                     | 1937/38                                                 | 23. Sep. 1999    | 251             |
| Ehemalige Villa des Stadtbaumeisters Schmidt | Ehemalige Villa des Stadtbaumeisters Schmidt                                          | Stadtbezirk Mitte Theodor-Heuss-Platz 14 Karte                                                                        | Wohnhaus                      | 1881                                                    | 11. Okt. 1999    | 252             |
| Hotel Kirchhof (Gasthaus Denkma(h)l) | Hotel Kirchhof (Gasthaus Denkma(h)l)                                                  | Stadtbezirk Mitte Ostenallee 73 Karte                                                                                 | Wohn- und Gasthaus            | 1894/95                                                 | 3. Feb. 2000     | 253             |
| Jahnschule (Backsteinbau) | Jahnschule (Backsteinbau)                                                             | Stadtbezirk Herringen Dortmunder Straße 170 Karte                                                                     | Öffentliches Gebäude          | 1927/28                                                 | 30. Mai 2000     | 254             |
| Ehemalige Zeche Radbod (Schächte I + II) | Ehemalige Zeche Radbod (Schächte I + II)                                              | Stadtbezirk Bockum-Hövel An den Fördertürmen Karte                                                                    | Technisches Bauwerk           | 1905                                                    | 20. Juni 2000    | 255             |
| Ehemaliges Haus Nordkemper | Ehemaliges Haus Nordkemper                                                            | Stadtbezirk Mitte Südstraße 44 Karte                                                                                  | Wohn-Geschäftshaus            | 1886                                                    | 20. Juli 2000    | 256             |
| Villa Haus Metz | Villa Haus Metz                                                                       | Stadtbezirk Mitte Heßlerstraße 28 Karte                                                                               | Wohnhaus                      | 1924                                                    | 28. März 2001    | 257             |
| Rotes Läppchen (Fachwerkhaus) | Rotes Läppchen (Fachwerkhaus)                                                         | Stadtbezirk Heessen Dolberger Straße 53 Karte                                                                         | Wohn- und Gasthaus            | Ende 18. Jahrhundert                                    | 28. März 2001    | 258             |
| weitere Bilder | Trauerhalle am Ostenfriedhof                                                          | Stadtbezirk Mitte Ostenallee 59 Karte                                                                                 | Sakralbau                     | 1876                                                    | 15. Mai 2002     | 259             |
| Zwei Glocken der Katholischen St.-Pankratius-Kirche                                                                                             | Zwei Glocken der Katholischen St.-Pankratius-Kirche                                   | Stadtbezirk Bockum-Hövel Pankratiusplatz Karte                                                                        | Sakralbau                     | 1511/1678                                               | 8. Jan. 2003     | 260             |
| Meilenstein (verputztes Fachwerk) | Meilenstein (verputztes Fachwerk)                                                     | Stadtbezirk Mitte Südstraße 12 Karte                                                                                  | Wohn- und Gasthaus            | 1741/1850                                               | 24. Nov. 2003    | 261             |
| Ehemaliges Logierhaus bei Kolonie de Wendel | Ehemaliges Logierhaus bei Kolonie de Wendel                                           | Stadtbezirk Pelkum Kamener Straße 85 Karte                                                                            | Wohn- und Gasthaus            | Anfang 20. Jahrhundert                                  | 10. April 2003   | 262             |
| Ehemaliges Wohnhaus mit Kleinkinderschule | Ehemaliges Wohnhaus mit Kleinkinderschule                                             | Stadtbezirk Mitte Marker Allee 8 Karte                                                                                | Wohnhaus                      | 1913                                                    | 10. April 2003   | 263             |
| Freistehendes Einfamilienhaus | Freistehendes Einfamilienhaus                                                         | Stadtbezirk Mitteh. Caldenhofer Weg 43 h Karte                                                                        | Wohnhaus                      | 1905                                                    | 10. April 2003   | 264             |
| Freistehendes Einfamilienhaus | Freistehendes Einfamilienhaus                                                         | Stadtbezirk Mitte Bismarckstraße 26 Karte                                                                             | Wohnhaus                      | 1927                                                    | 15. Mai 2003     | 265             |
| Mehrfamilien-Doppelhaushälfte | Mehrfamilien-Doppelhaushälfte                                                         | Stadtbezirk Mitte Bismarckstraße 30f Karte                                                                            | Wohnhaus                      | 1894/95                                                 | 15. Mai 2003     | 266             |
| Mehrfamilien-Doppelhaushälfte | Mehrfamilien-Doppelhaushälfte                                                         | Stadtbezirk Mitte Bismarckstraße 32 Karte                                                                             | Wohnhaus                      | 1894/95                                                 | 15. Mai 2003     | 267             |
| Freistehendes Einfamilienhaus | Freistehendes Einfamilienhaus                                                         | Stadtbezirk Mitte Wilhelmstraße 84 Karte                                                                              | Wohnhaus                      | 1901                                                    | 15. Mai 2003     | 268             |
| BW | Fachwerk-Haupthaus, -Scheune und -Speicher                                            | Stadtbezirk Uentrop Nordfeld 4 Karte                                                                                  | Guts- und Hofanlage           | Ende 18. Jahrhundert                                    | 10. Juli 2003    | 269             |
| Giebelständiger Backsteinbau (von Architekt Wibbe)                                                                                              | Giebelständiger Backsteinbau (von Architekt Wibbe)                                    | Stadtbezirk Herringen Fritz-Husemann-Straße 7 Karte                                                                   | Wohnhaus                      | 1927                                                    | 10. Juli 2003    | 270             |
| Giebelständiger Backsteinbau (von Architekt Wibbe)                                                                                              | Giebelständiger Backsteinbau (von Architekt Wibbe)                                    | Stadtbezirk Herringen Fritz-Husemann-Straße 9 Karte                                                                   | Wohnhaus                      | 1927                                                    | 10. Juli 2003    | 271             |
| Ehemalige Villa Seidenstücker | Ehemalige Villa Seidenstücker                                                         | Stadtbezirk Uentrop Jägerallee 21 Karte                                                                               | Wohnhaus                      | 1912                                                    | 25. Sep. 2003    | 272             |
| weitere Bilder | Doppelhaushälfte (Gebrüder Pröpsting)                                                 | Stadtbezirk Mitte Südring 22 Karte                                                                                    | Wohnhaus                      | 1923                                                    | 16. Okt. 2003    | 273             |
| Doppelhaushälfte (Gebrüder Pröpsting) | Doppelhaushälfte (Gebrüder Pröpsting)                                                 | Stadtbezirk Mitte Südring 23 Karte                                                                                    | Wohnhaus                      | 1923                                                    | 16. Okt. 2003    | 274             |
| Freistehendes Einfamilienhaus | Freistehendes Einfamilienhaus                                                         | Stadtbezirk Mitte Brückenstraße 23 Karte                                                                              | Wohnhaus                      | 1912/13                                                 | 16. Okt. 2003    | 275             |
| Ehemaliges Wohnhaus von Architekt Martini | Ehemaliges Wohnhaus von Architekt Martini                                             | Stadtbezirk Mitte Hohe Straße 47 Karte                                                                                | Wohnhaus                      | 1880                                                    | 16. Okt. 2003    | 276             |
| Stahlhaus der Hoesch-Mustersiedlung | Stahlhaus der Hoesch-Mustersiedlung                                                   | Stadtbezirk Mitte Karl-Mosterts-Straße 7 Karte                                                                        | Wohnhaus                      | 1964                                                    | 16. Okt. 2003    | 277             |
| Mehrfamilien-Reihenhaus | Mehrfamilien-Reihenhaus                                                               | Stadtbezirk Mitte Borbergstraße 40 Karte                                                                              | Wohnhaus                      | 1904                                                    | 13. Nov. 2003    | 278             |
| Mehrfamilien-Reihenhaus | Mehrfamilien-Reihenhaus                                                               | Stadtbezirk Mitte Borbergstraße 42 Karte                                                                              | Wohnhaus                      | 1904                                                    | 13. Nov. 2003    | 279             |
| Mehrfamilien-Reiheneckhaus | Mehrfamilien-Reiheneckhaus                                                            | Stadtbezirk Mitte Schillerstraße 10 Karte                                                                             | Wohnhaus                      | 1904                                                    | 13. Nov. 2003    | 280             |
| BW | Kleines ortstypisches Vierständerhallenhaus                                           | Stadtbezirk Uentrop Brauck 1 Karte                                                                                    | Guts- und Hofanlage           | 1811                                                    | 13. Nov. 2003    | 281             |
| Hof Bruse (Vierständerhallenhaus) | Hof Bruse (Vierständerhallenhaus)                                                     | Stadtbezirk Uentrop Heithofer Allee 82 Karte                                                                          | Guts- und Hofanlage           | 1807                                                    | 8. Jan. 2004     | 283             |
| Haus Knauft (freistehendes EFH) | Haus Knauft (freistehendes EFH)                                                       | Stadtbezirk Uentrop Alte Soester Straße 32 Karte                                                                      | Wohnhaus                      | 1900h.                                                  | 12. Feb. 2004    | 284             |
| Wohn-Wirtschaftshaus aus Fachwerk | Wohn-Wirtschaftshaus aus Fachwerk                                                     | Stadtbezirk Uentrop Soester Straße 275 Karte                                                                          | Wohnhaus                      | 1869                                                    | 12. Feb. 2004    | 285             |
| Kötter- und Backhaus aus Fachwerkh. | Kötter- und Backhaus aus Fachwerkh.                                                   | Stadtbezirk Uentrop Heithofer Winkel 5 Karte                                                                          | Guts- und Hofanlage           | 18. Jahrhundert/1873                                    | 12. Feb. 2004    | 286             |
| BW | Ehemaliges Meisterwohnhaus der Firma Klute                                            | Stadtbezirk Mitte Östingstraße 13 Karte                                                                               | Wohn-Geschäftshaus            | 1867                                                    | 13. Feb. 2004    | 287             |
| Traufständiges Fachwerkhaus mit Satteldach | Traufständiges Fachwerkhaus mit Satteldach                                            | Stadtbezirk Rhynern Unnaer Straße 16 Karte                                                                            | Wohnhaus                      | 1892                                                    | 17. Sep. 2004    | 288             |
| Fragment einer ehemaligen Schleusenanlage | Fragment einer ehemaligen Schleusenanlage                                             | Stadtbezirk Mitte Nordring Karte                                                                                      | Technisches BauwerkNordfeld 4 | 1826                                                    | 22. Nov. 2004    | 289             |
| weitere Bilder | Grabmal Amtmann Gerhard Enters (Evangelischer Friedhof)                               | Stadtbezirk Rhynern Böttcherstraße Karte                                                                              | Grab- und Ehrenmal            | 1885                                                    | 21. Dez. 2004    | 290             |
| BW | Ehemalige Ziegelei Kump                                                               | Stadtbezirk Rhynern. Werler Straße 411 Karte                                                                          | Technisches Bauwerk           | 1903                                                    | 10. März 2005    | 291             |
| Offizierskasino (heute Gutmann-Akademie) | Offizierskasino (heute Gutmann-Akademie)                                              | Stadtbezirk Uentrop Ostenallee 107 Karte                                                                              | Öffentliches Gebäude          | 1936                                                    | 19. Mai 2005     | 292             |
| Fachwerk-Wohn- und Wirtschaftsgebäude | Fachwerk-Wohn- und Wirtschaftsgebäude                                                 | Stadtbezirk Pelkum Schafhuder Weg 25 Karte                                                                            | Wohnhaus                      | 19. Jahrhundert                                         | 7. Nov. 2005     | 293             |
| Wohn- mit ehemaligem Schlachthaus und Laden | Wohn- mit ehemaligem Schlachthaus und Laden                                           | Stadtbezirk Rhynern An der Windmühle 8 Karte                                                                          | Wohn-Geschäftshaus            | 1902                                                    | 14. Juli 2005    | 294             |
| Haupthaus aus Fachwerk | Haupthaus aus Fachwerk                                                                | Stadtbezirk Rhynern Wambelner Straße 1 Karte                                                                          | Guts- und Hofanlage           | Anfang 19. Jahrhundert                                  | 3. Nov. 2005     | 295             |
| Katholische Pfarrkirche Herz-Jesu + Pfarrhaus                                                                                                   | Katholische Pfarrkirche Herz-Jesu + Pfarrhaus                                         | Stadtbezirk Bockum-Hövel Hammer Straße 87 Karte                                                                       | Sakralbau                     | 1928                                                    | 2. März 2006     | 296             |
| BW | Heuerlingshaus aus Fachwerk                                                           | Stadtbezirk Rhynern Von-Thünen-Straße 98 Karte                                                                        | Guts- und Hofanlage           | 1770                                                    | 2. März 2006     | 297             |
| Großformatiges Vierständerhallenhaus | Großformatiges Vierständerhallenhaus                                                  | Stadtbezirk Uentrop Im Gelben Schlot 3 Karte                                                                          | Guts- und Hofanlage           | 1724                                                    | 31. Aug. 2006    | 298             |
| Querdielenhaus aus Fachwerk | Querdielenhaus aus Fachwerk                                                           | Stadtbezirk Rhynern Reginenstraße 13 Karte                                                                            | Wohnhaus                      | Mitte 19. Jahrhundert                                   | 31. Aug. 2006    | 299             |
| Wohn-Praxisgebäude (von Architekt K. Wibbe) | Wohn-Praxisgebäude (von Architekt K. Wibbe)                                           | Stadtbezirk Rhynern Auf dem Tigge 1 Karte                                                                             | Wohnhaus                      | 1926                                                    | 10. Nov. 2006    | 300             |
| BW | Verschiedene Fachwerk- und Backsteinbauten                                            | Stadtbezirk Rhynern Scheidinger Straße 15 Karte                                                                       | Guts- und Hofanlage           | 1821–1927                                               | 10. Nov. 2006    | 301             |
| Villa | Villa                                                                                 | Stadtbezirk Mitte Otto-Krafft-Platz 22 Karte                                                                          | Wohnhaus                      | 1924                                                    | 10. Nov. 2006    | 302             |
| weitere Bilder | Villa Schulte                                                                         | Stadtbezirk Mitte Heßlerstraße 20 Karte                                                                               | Wohnhaus                      | 1926                                                    | 12. Feb. 2007    | 305             |
| BW | Bauernhaus aus Fachwerk mit Vorschauer                                                | Stadtbezirk Rhynern Werler Straße 304 Karte                                                                           | Wohnhaus                      | 1766                                                    | 12. Feb. 2007    | 306             |
| Verwaltung der Bergmannsiedlung (THS) | Verwaltung der Bergmannsiedlung (THS)                                                 | Stadtbezirk Mitte Otto-Krafft-Platz 21 Karte                                                                          | Verwaltungsgebäude            | 1929                                                    | 12. Feb. 2007    | 307             |
| Wohnhaus mit Kleintierpraxis | Wohnhaus mit Kleintierpraxis                                                          | Stadtbezirk Rhynern An der Windmühle 5 Karte                                                                          | Wohnhaus                      | 1928                                                    | 12. Feb. 2007    | 308             |
| Erbbegräbnis Familie von Boeselager | Erbbegräbnis Familie von Boeselager                                                   | Stadtbezirk Heessen Heessener Dorfstraße Karte                                                                        | Grab- und Ehrenmal            | um 1900                                                 | 9. Mai 2007      | 310             |
| BW | Fachwerk-Wirtschaftsgebäude des Pfarrhauses                                           | Stadtbezirk Uentrop Marker Kirchplatz 5 a Karte                                                                       | Wohnhaus                      | Mitte 19. Jahrhundert                                   | 16. Jan. 2007    | 311             |
| Ehemaliges Weinhaus (Fachwerk verputzt) | Ehemaliges Weinhaus (Fachwerk verputzt)                                               | Stadtbezirk Mitte Widumstraße 1 Karte                                                                                 | Wohn- und Gasthaus            | ab 1741                                                 | 24. Mai 2007     | 312             |
| Ehemaliges Direktorenhaus der Phönix AG | Ehemaliges Direktorenhaus der Phönix AG                                               | Stadtbezirk Mitte Heßlerstraße 41 Karte                                                                               | Wohnhaus                      | 1923                                                    | 18. Juni 2007    | 313             |
| Grab Schulze-Pelkum (Kommunalfriedhof) | Grab Schulze-Pelkum (Kommunalfriedhof)                                                | Stadtbezirk Pelkum Kamener Straße Karte                                                                               | Grab- und Ehrenmal            | um 1907                                                 | 30. Juli 2007    | 314             |
| Wasserverteilungsanlage an der Lippe | Wasserverteilungsanlage an der Lippe                                                  | Stadtbezirk Mitte An der Schleuse 3 Karte                                                                             | Technisches Bauwerk           | 1913                                                    | 30. Juli 2007    | 315             |
| BW | Haupthaus, Misthaus, Scheune, Remise                                                  | Stadtbezirk Rhynern Fischerstraße 55 Karte                                                                            | Guts- und Hofanlage           | 19./20. Jahrhundert                                     | 2. Sep. 2008     | 317             |
| Albert-Isenbeck-Denkmal im Kurpark | Albert-Isenbeck-Denkmal im Kurpark                                                    | Stadtbezirk Uentrop Ostenallee Karte                                                                                  | Grab- und Ehrenmal            | 1878                                                    | 3. April 2009    | 318             |
| Wohn-Wirtschaftsgebäude der Hofanlage | Wohn-Wirtschaftsgebäude der Hofanlage                                                 | Stadtbezirk Herringen Im Hilgenfeld 16 Karte                                                                          | Guts- und Hofanlage           | 1815                                                    | 10. Sep. 2009    | 319             |
| Fachwerk-Doppelhaus | Fachwerk-Doppelhaus                                                                   | Stadtbezirk Heessen Dolberger Straße 116, 118 Karte                                                                   | Wohnhaus                      | 18. Jahrhundert                                         | 30. Okt. 2009    | 320             |
| Katholische Kriegsgräberstätte Deutsch-Französischer Krieg                                                                                      | Katholische Kriegsgräberstätte Deutsch-Französischer Krieg                            | Stadtbezirk Mitte Ostenallee Karte                                                                                    | Grab- und Ehrenmal            | 1870/71                                                 | 17. Dez. 2009    | 321             |
| Evangelische Kriegsgräberstätte Deutsch-Französischer Krieg                                                                                     | Evangelische Kriegsgräberstätte Deutsch-Französischer Krieg                           | Stadtbezirk Mitte Ostenallee Karte                                                                                    | Grab- und Ehrenmal            | 1870/71                                                 | 17. Dez. 2009    | 322             |
| Heinrich-Janssen-Grabmal (Ostenfriedhof) | Heinrich-Janssen-Grabmal (Ostenfriedhof)                                              | Stadtbezirk Mitte Ostenallee Karte                                                                                    | Grab- und Ehrenmal            | 1919                                                    | 28. Jan. 2010    | 323             |
| Ehrenfriedhof | Ehrenfriedhof                                                                         | Stadtbezirk Rhynern An der Lohschule Karte                                                                            | Grab- und Ehrenmal            | 1925                                                    | 11. Feb. 2010    | 324             |
| Bildstock am Hof Schulze Köhling | Bildstock am Hof Schulze Köhling                                                      | Stadtbezirk Heessen Dasbeck 7 Karte                                                                                   | Grab- und Ehrenmal            | 17. Jahrhundert                                         | 10. Juni 2010    | 325             |
| weitere Bilder | Wohn-Geschäftshaus, Werkstattgebäude                                                  | Stadtbezirk Mitte Weststraße 28 Karte                                                                                 | Wohn-Geschäftshaus            | 1884                                                    | 9. Sep. 2010     | 326             |
| Freidenker-Gedenkstein Friedhof Dasbeck | Freidenker-Gedenkstein Friedhof Dasbeck                                               | Stadtbezirk Heessen Uedinghoffstraße Karte                                                                            | Grab- und Ehrenmal            | 1930                                                    | 17. Sep. 2010    | 327             |
| 5-t-Portaldrehkran am Kanal im Osthafen | 5-t-Portaldrehkran am Kanal im Osthafen                                               | Stadtbezirk Mitte Hafenstraße Karte                                                                                   | Technisches Bauwerk           | 1939                                                    | 23. Sep. 2010    | 328             |
| Hafenamt (ehemalige Villa Hobrecker) | Hafenamt (ehemalige Villa Hobrecker)                                                  | Stadtbezirk Mitte Hafenstraße 26 Karte                                                                                | Verwaltungsgebäude            | 1880                                                    | 21. Okt. 2010    | 329             |
| BW | Hof Osthoff (Wohn-Wirtschaftsgebäude)                                                 | Stadtbezirk Rhynern Tentstraße 20 Karte                                                                               | Guts- und Hofanlage           | um 1850                                                 | 8. Nov. 2010     | 330             |
| BW | Kriegerdenkmal am Friedhof Drechen                                                    | Stadtbezirk Rhynern Kumper Heide Karte                                                                                | Grab- und Ehrenmal            | 1920er Jahre                                            | 8. Nov. 2010     | 331             |
| weitere Bilder | Hof Beckschulze                                                                       | Stadtbezirk Pelkum Kamener Straße 226 Karte                                                                           | Guts- und Hofanlage           | 19. Jahrhundert                                         | 8. Nov. 2010     | 332             |
| Teilbereiche der ehemaligen Stadtbefestigung | Teilbereiche der ehemaligen Stadtbefestigung                                          | Stadtbezirk Mitte Innenstadt Karte                                                                                    | Technisches Bauwerk           | ab 1243                                                 | 29. Sep. 2011    | 333             |
| BW | Holzfigur "Heiliger Paulus"                                                           | Stadtbezirk Heessen Dasbeck Karte                                                                                     | Grab- und Ehrenmal            | Mitte 17. Jahrhundert                                   | 9. Dez. 2010     | 334             |
| BW | Holzfigur "Beweinung Christi" (Pietà)                                                 | Stadtbezirk Heessen Dasbeck Karte                                                                                     | Grab- und Ehrenmal            | Anfang 16. Jahrhundert                                  | 9. Dez. 2010     | 335             |
| BW | Wohn-Wirtschaftsgebäude der Hofanlage                                                 | Stadtbezirk Rhynern In der Adel 1 Karte                                                                               | Guts- und Hofanlage           | 1863                                                    | 16. Dez. 2010    | 336             |
| BW | Ehemaliges Zisterzienserinnenkloster Kentrop                                          | Stadtbezirk Mitte Haus Kentrop Karte                                                                                  | Sakralbau                     | 13. Jahrhundert                                         | 13. Jan. 2011    | 337             |
| BW | Haupthaus und Speicher "Hof Hagenberg"                                                | Stadtbezirk Rhynern Gobel-von-Drechen-Straße 10 Karte                                                                 | Guts- und Hofanlage           | 1851/1873                                               | 17. Jan. 2011    | 338             |
| BW | Kleines traufständiges Fachwerk-Wohnhaus                                              | Stadtbezirk Rhynern Hohenzollernstraße 3 Karte                                                                        | Wohnhaus                      | 1876                                                    | 3. März 2011     | 339             |
| BW | Haupthaus und Speicher "Hof Haumann"                                                  | Stadtbezirk Rhynern Steubenweg 5 Karte                                                                                | Guts- und Hofanlage           | Mitte 19. Jahrhundert                                   | 3. März 2011     | 340             |
| Ehemalige "Villa Hoelker" mit Garage | Ehemalige "Villa Hoelker" mit Garage                                                  | Stadtbezirk Uentrop Markgrafenufer 1 Karte                                                                            | Wohnhaus                      | 1924                                                    | 17. März 2011    | 341             |
| Modernes Haus des Architekten Oldemeier | Modernes Haus des Architekten Oldemeier                                               | Stadtbezirk Uentrop Elchstraße 2 Karte                                                                                | Wohnhaus                      | 1931–33                                                 | 17. März 2011    | 342             |
| Friedhof Hövel, Grab Helga Zülch | Friedhof Hövel, Grab Helga Zülch                                                      | Stadtbezirk Bockum-Hövel Erlenfeldstraße Karte                                                                        | Grab- und Ehrenmal            | 1949                                                    | 17. März 2011    | 343             |
| Ehemalige Villa des Stadtbaurates Lehmann | Ehemalige Villa des Stadtbaurates Lehmann                                             | Stadtbezirk Mitte Ostenallee 72 Karte                                                                                 | Wohnhaus                      | 1925                                                    | 26. Mai 2011     | 344             |
| weitere Bilder | Soldatenehrenmal von 1935                                                             | Stadtbezirk Mitte Ostenallee Karte                                                                                    | Grab- und Ehrenmal            | 1935                                                    | 26. Mai 2011     | 345             |
| Fachwerkhaus "Ehemalige Schmiede Rüter" | Fachwerkhaus "Ehemalige Schmiede Rüter"                                               | Stadtbezirk Herringen An den Kirchen 6 Karte                                                                          | Wohnhaus                      | 19. Jahrhundert                                         | 1. Juni 2011     | 346             |
| BW | Evangelische Kapelle Lerche                                                           | Stadtbezirk Pelkum Kamener Straße 237 Karte                                                                           | Sakralbau                     | 1906/07                                                 | 14. Juli 2011    | 347             |
| Wohn-Gasthaus "Haus Killwinkel" | Wohn-Gasthaus "Haus Killwinkel"                                                       | Stadtbezirk Bockum-Hövel Killwinkler Straße 122 Karte                                                                 | Wohnhaus                      | Mitte 19. Jahrhundert                                   | 20. Okt. 2011    | 348             |
| Backstein-Wohnhaus | Backstein-Wohnhaus                                                                    | Stadtbezirk Rhynern St.-Reginen-Platz 5 Karte                                                                         | Wohnhaus                      | 1904/05                                                 | 20. Juli 2011    | 349             |
| Sogenannte Villa Linnemann | Sogenannte Villa Linnemann                                                            | Stadtbezirk Mitte Ostenallee 68 Karte                                                                                 | Wohnhaus                      | 1924                                                    | 29. Sep. 2011    | 350             |
| Wohn-Wirtschaftsgebäude "Hof Brune" | Wohn-Wirtschaftsgebäude "Hof Brune"                                                   | Stadtbezirk Rhynern In der Lengde 2 Karte                                                                             | Guts- und Hofanlage           | 1794                                                    | 29. Sep. 2011    | 351             |
| Arbeiterwohnhäuser "Isenbecker Hof" | Arbeiterwohnhäuser "Isenbecker Hof"                                                   | Stadtbezirk Herringen Dortmunder Straße 124-150 Karte                                                                 | Siedlung                      | 1922–28.                                                | 20. Okt. 2011    | 352             |
| BW | Sogenanntes Fachwerk-"Schweinshäuschen"                                               | Stadtbezirk Rhynern Gobel-von-Drechen-Straße 11 Karte                                                                 | Wohnhaus                      | um 1800                                                 | 19. Dez. 2011    | 353             |
| BW | Wohn- und Wirtschaftsgebäude mit Scheune                                              | Stadtbezirk Rhynern Am Tünner Berg 2 Karte                                                                            | Guts- und Hofanlage           | ≈1870–1900                                              | 22. Juni 2012    | 354             |
| Kriegerdenkmal Osttünnen | Kriegerdenkmal Osttünnen                                                              | Stadtbezirk Rhynern Brinkstr./Grönebergstr. Karte                                                                     | Grab- und Ehrenmal            | 1920er Jahre                                            | 8. Nov. 2012     | 355             |
| weitere Bilder | Relikte, ehemaliger Abschnitt in Norddinker                                           | Stadtbezirk Uentrop Autobahn - "Strecke 77" Karte                                                                     | Technisches Bauwerk           | 1939                                                    | 13. Dez. 2012    | 356             |
| Gerätehäuschen am Teich im Kurpark | Gerätehäuschen am Teich im Kurpark                                                    | Stadtbezirk Uentrop Ostenallee Karte                                                                                  | Technisches Bauwerk           | 1880er Jahre                                            | 7. März 2013     | 357             |
| Brücke über die Autobahn A 2 | Brücke über die Autobahn A 2                                                          | Stadtbezirk Rhynern Caldenhofer Weg Karte                                                                             | Technisches Bauwerk           | 1935                                                    | 10. März 2013    | 358             |
| BW | sog. „Bayernkeller“                                                                   | Stadtbezirk Heessen Schlossstraße 1 Karte                                                                             | techn. Bauwerk                | M.19.Jh.                                                | 6.11.2014        | 360             |
| BW | Villa                                                                                 | Stadtbezirk Mitte Ostenallee 74 Karte                                                                                 | Wohnhaus                      | 1924/25                                                 | 19.3.2015        | 361             |
| BW | ehem. Gaststätte Meyer u. Notschule                                                   | Stadtbezirk Heessen Bockelweg 13 Karte                                                                                | Wohnhaus                      | 1914/15                                                 | 30.4.2015        | 362             |
| BW | Wohnhaus Hülshoff                                                                     | Stadtbezirk Mitte Ostenwall 51 Karte                                                                                  | Wohnhaus                      | 1898/99                                                 | 20.7.2015        | 363             |
| BW | Ev. Gemeindehaus Herringen                                                            | Stadtbezirk Herringen Fangstraße 4 Karte                                                                              | Sakralbau                     | 1931                                                    | 20.7.2015        | 364             |
| BW | Wegekreuz Hof Bachtrup-Frerick in Bockum                                              | Stadtbezirk Bockum-Hövel Janssenstraße 95 Karte                                                                       | Grab- u. Ehrenmal             | 1948                                                    | 12.11.2015       | 365             |
| BW | Haupthaus u. Scheune Hof Hardinghaus                                                  | Stadtbezirk Heessen Mansfelder Straße 68 Karte                                                                        | Guts- u. Hofanlage            | ~1700/1733                                              | 11.2.2016        | 366             |
| BW | Haupthaus/Garten Hof Schulze-Herringen                                                | Stadtbezirk Herringen Fangstraße 1 Karte                                                                              | Guts- u. Hofanlage            | ~1800                                                   | 11.12.1985       | 367             |
| [[Vorlage:Bilderwunsch/code!/C:51.670163,7.731639!/D:Gräber Berg, Wortmann, russ. Kriegsgefallene, Kapellenweg Kath. Friedhof Herringen!/\|BW]] | Gräber Berg, Wortmann, russ. Kriegsgefallene                                          | Stadtbezirk Herringen Kapellenweg Kath. Friedhof Herringen Karte                                                      | Grab- u. Ehrenmal             | 1870er/1945                                             | 28.4.2016        | 368             |
| BW | sog. „Villa Kayser“                                                                   | Stadtbezirk Mitte Ostenallee 76 Karte                                                                                 | Wohnhaus                      | 1925/26                                                 | 28.4.2016        | 369             |
| BW | ehem. Personenlokschuppen/Drehscheibe Vbf. Hamm                                       | Stadtbezirk Mitte Östingstraße Karte                                                                                  | techn. Bauwerk                | ab 1915                                                 | 30.11.2016       | 370             |
| [[Vorlage:Bilderwunsch/code!/C:51.685844,7.849115!/D:Gräber Lübcke, Vorster, Haake, Soester Str./L.-Teleky-Str. Friedhof Mark!/\|BW]]           | Gräber Lübcke, Vorster, Haake                                                         | Stadtbezirk Uentrop Soester Str./L.-Teleky-Str. Friedhof Mark Karte                                                   | Grab- u. Ehrenmal             | 1870–1924                                               | 15.12.2016       | 371             |
| BW | ehem. Knabenschule                                                                    | Stadtbezirk Heessen Heessener Dorfstraße 28 Karte                                                                     | öffentl. Gebäude              | 1884–1903                                               | 15.12.2016       | 372             |
| BW | ehem. Wohnhaus des Rendanten Isenbeck                                                 | Stadtbezirk Pelkum Kamener Straße 138 Karte                                                                           | Wohnhaus                      | 1888                                                    | 17.3.2017        | 373             |
| BW | Fachwerkhaus „Wengierek“                                                              | Stadtbezirk Herringen Herringer Markt 2 Karte                                                                         | Wohn-Geschäftshs.             | 1949                                                    | 21.12.2017       | 375             |
| BW | Ehrenmal Sandbochum a.d. Dortmunder Str.                                              | Stadtbezirk Herringen Urnenfeldstraße 2 Karte                                                                         | Grab- u. Ehrenmal             | 1928                                                    | 22.2.2018        | 376             |
| | Grab Albert Funk, städt. Frdh. Nordherringen                                          | Stadtbezirk Herringen Lünener Straße 104                                                                              | Grab- u. Ehrenmal             | 1949                                                    | 22.2.2018        | 377             |
| BW | ehem. „Neue Vikarie“ St. Stephanus Bockum                                             | Stadtbezirk Bockum-Hövel Schultenstraße 25 Karte                                                                      | Wohnhaus                      | 1912                                                    | 2.3.2018         | 378             |
| BW | ehem. „Alte Vikarie“ St. Stephanus Bockum                                             | Stadtbezirk Bockum-Hövel Schultenstraße 27 Karte                                                                      | Wohnhaus                      | ab 1700                                                 | 2.3.2018         | 379             |
| BW | Frdh. Hochkreuz, Brunnen, Kriegsgräber                                                | Stadtbezirk Mitte Westenfriedhofsweg Karte                                                                            | Grab- u. Ehrenmal             | 1882/1925/45                                            | 2.3.2018         | 380             |
| BW | Kath. Kirche Maria Königin Hamm-Norden                                                | Stadtbezirk Bockum-Hövel Sorauer Straße 18 Karte                                                                      | Sakralbau                     | 1962–64                                                 | 9.4.2018         | 381             |
| BW | Kath. Kirche St. Marien Heessen-Dasbeck                                               | Stadtbezirk Heessen Sulkshege 3 Karte                                                                                 | Sakralbau                     | 1984–86                                                 | 9.4.2018         | 382             |
| BW | Gehöft Baumeister                                                                     | Stadtbezirk Uentrop Marker Dorfstraße 100 Karte                                                                       | Guts- u. Hofanlage            | 1841                                                    | 4.10.2018        | 383             |
| BW | Fachwerkkotten Dillkötter                                                             | Stadtbezirk Herringen Neufchâteaustraße 10 Karte                                                                      | Wohnhaus                      | 1852                                                    | 15.10.2018       | 384             |
| BW | Wohnhaus Diehl                                                                        | Stadtbezirk Mitte Ostenallee 55 Karte                                                                                 | Wohnhaus                      | 1898/99                                                 | 14.12.2018       | 385             |
| BW | Kath. Kirche St. Josef Hamm-Westen                                                    | Stadtbezirk Mitte Laurentiusweg 4 Karte                                                                               | Sakralbau                     | 1956/57                                                 | 4.3.2019         | 386             |
| weitere Bilder | Zeche Heinrich-Robert (ehem. Bergwerk Ost)                                            | Stadtbezirk Herringen Zum Bergwerk 1 Karte                                                                            | techn. Bauwerk                | 1903–07,…                                               | 29.4.2019        | 387             |
| BW | Wohn-Wirtschaftsgebäude Hof Lütge Sudhof                                              | Stadtbezirk Rhynern Kumper Landstraße 7 Karte                                                                         | Guts- u. Hofanlage            | 1814                                                    | 13.5.2019        | 388             |
| Kath. Kirche St. Bonifatius Werries | Kath. Kirche St. Bonifatius Werries                                                   | Stadtbezirk Uentrop Alter Uentroper Weg 160/162 Karte                                                                 | Sakralbau                     | 1974/75                                                 | 24.6.2019        | 389             |
| Ev. Thomaskirche Wiescherhöfen | Ev. Thomaskirche Wiescherhöfen                                                        | Stadtbezirk Pelkum Lohauserholzstraße 18/18a Karte                                                                    | Sakralbau                     | 1964/65                                                 | 17.12.2019       | 390             |
| BW | Ev. Versöhnungskirche                                                                 | Stadtbezirk Heessen Hohekamp 8 Karte                                                                                  | Sakralbau                     | 1969/70                                                 | 28.10.2020       | 391             |
| Kriegsheimkehrer-Mahnmal | Kriegsheimkehrer-Mahnmal                                                              | Stadtbezirk Mitte Südstraße/Südring Karte                                                                             | Grab- u. Ehrenmal             | 1952                                                    | 18.12.2020       | 392             |
| BW | Ev. Friedrich-von-Bodelschwingh-Haus                                                  | Stadtbezirk Uentrop Condorstraße 2 Karte                                                                              | Sakralbau                     | 1971/72                                                 | 21.12.2020       | 393             |
| BW | Frdh.-Hochkreuz, Weg u.Tor / Grab Ossenberg                                           | Stadtbezirk Mitte Veilchenstraße / Werler Str. Karte                                                                  | Sakralbau                     | 1926/1938                                               | 26.4.2021        | 394             |
| Landesarbeits- u. Arbeitsgericht Hamm | Landesarbeits- u. Arbeitsgericht Hamm                                                 | Stadtbezirk Uentrop Marker Allee 94 Karte                                                                             | öffentl. Gebäude              | 1974–78                                                 | 3.8.2021         | 395             |
| BW | Grabmal A. Palz a.d. ehem. Friedhof „Am Eckey“                                        | Stadtbezirk Heessen Heessener Dorfstraße Karte                                                                        | Grab- u. Ehrenmal             | 1886                                                    | 20.8.2021        | 396             |
| BW | Figuren des ehem. Glück-Auf-Stadions                                                  | Stadtbezirk Herringen Heinrich-Schmidt-Straße Karte                                                                   | Grab- u. Ehrenmal             | 1950                                                    | 23.8.2021        | 397             |
| BW | Kath. Pfarrhaus St. Peter u. Paul Nordherringen                                       | Stadtbezirk Herringen Kapellenweg 104 Karte                                                                           | Wohnhaus                      | 1776/1830                                               | 09.12.1985       | 399             |
| BW | Josephsglocke/Glockenträger kath. Nordenfrdh.                                         | Stadtbezirk Bockum-Hövel Bankerheide/Huesmannweg Karte                                                                | Sakralbau                     | 1893/1971                                               | 12.5.2022        | 400             |
| BW | kath. Pfarrhaus Heilig Kreuz                                                          | Stadtbezirk Herringen An den Kirchen 9 Karte                                                                          | Wohnhaus                      | 1923/24                                                 | 25.5.2022        | 401             |
| BW | Glocke des Gellert-Hauses                                                             | Stadtbezirk Heessen Gellertstraße 2 Karte                                                                             | Sakralbau                     | 1938                                                    | 26.10.2022       | 402             |
| weitere Bilder | Ev. Apostelkirche Hamm-Westen                                                         | Stadtbezirk Herringen Dortmunder Straße 63 Karte                                                                      | Sakralbau                     | 1966/67                                                 | 26.10.2022       | 403             |
| BW | Wohnhaus Seckelmann                                                                   | Stadtbezirk Uentrop Elchstraße 4 Karte                                                                                | Wohnhaus                      | 1934–36                                                 | 10.3.2023        | 405             |
| BW | Wohnhaus Otte                                                                         | Stadtbezirk Uentrop Markgrafenufer 11 Karte                                                                           | Wohnhaus                      | 1934                                                    | 16.3.2023        | 406             |
| BW | Weltkriegs-Ehrenmal Weetfeld                                                          | Stadtbezirk Pelkum Weetfelder Straße bei 210 Karte                                                                    | Grab- u. Ehrenmal             | 1921                                                    | 16.5.2023        | 407             |
| BW | Wohnhaus Asbeck                                                                       | Stadtbezirk Uentrop Elchstraße 3 Karte                                                                                | Wohnhaus                      | 1927                                                    | 3.7.2023         | 408             |

## Ausgetragene Objekte
Diese Liste umfasst Objekte, die in älteren Versionen der Denkmallisten (2002, 2005, (2011), 2021) enthalten waren, jedoch nicht mehr in der Liste von 2023, sowie dort fehlende laufende Nummern.

| Bild                                        | Bezeichnung                                              | Lage                                           | Beschreibung                            | Bauzeit         | Eingetragen seit                                                                             | Denkmal- nummer |
| ------------------------------------------- | -------------------------------------------------------- | ---------------------------------------------- | --------------------------------------- | --------------- | -------------------------------------------------------------------------------------------- | --------------- |
|                                             |                                                          |                                                | nicht vergeben oder vor 2002 gestrichen |                 |                                                                                              | 13              |
| Nepomuk-Figur am Schloss Heessen            | Nepomuk-Figur am Schloss Heessen                         | Stadtbezirk Heessen Schlossstraße 1 Karte      | Grab- und Ehrenmal                      |                 | 4. Feb. 1986, 2020 gelöscht, jetzt als Bestandteil von Denkmal Nr. 5 Schloss Heessen geführt | 40              |
|                                             | Kruzifixus in der St.-Marien-Kirche                      | Stadtbezirk Heessen Sulkshege 8 / Hirgensort   |                                         | um 1760         | 23. Juni 1986, 2018 gelöscht da seitdem Bestandteil von Nr. 382 St.-Marien-Kirche            | 65              |
| BW                                          | Fachwerkhaus mit Querdiele                               | Stadtbezirk Pelkum Feldlerchenweg 24 Karte     | Wohnhaus                                | 1848            | 16. Feb. 1989, zwischen 2005 und ~2018 gestrichen                                            | 72              |
| BW                                          | Wohnhaus, Fachwerk                                       | Stadtbezirk Rhynern St.-Reginen-Platz 4 Karte  | Wohnhaus                                | 19. Jahrhundert | 22. Mai 1989, zwischen 2005 und ~2018 gestrichen                                             | 85              |
|                                             |                                                          |                                                | nicht vergeben oder vor 2002 gestrichen |                 |                                                                                              | 109             |
| BW                                          | Kleines Fachwerk-Backhaus mit Ofen                       | Stadtbezirk Rhynern Im Hagen 8 Karte           | Guts- und Hofanlage                     | um 1900         | 6. Sep. 1989, nach Abbruch am 24. Dez. 2020 gelöscht                                         | 115             |
|                                             |                                                          |                                                | nicht vergeben oder vor 2002 gestrichen |                 |                                                                                              | 127             |
|                                             |                                                          |                                                | nicht vergeben oder vor 2002 gestrichen |                 |                                                                                              | 131             |
| BW                                          | Solebohrturm, Holzständerwerk (abgebrochen)              | Stadtbezirk Uentrop Lippestraße 117 Karte      | Technisches Bauwerk                     |                 | 11. Jan. 1991, zwischen 2005 und ~2018 gestrichen                                            | 156             |
|                                             | Friedhofskapelle auf dem Bockumer Friedhof (abgebrochen) | Stadtbezirk Bockum-Hövel Oberholsener Straße   | Sakralbau                               |                 | 26. Feb. 1991, zwischen 2002 und ~2018 gestrichen                                            | 159             |
|                                             |                                                          |                                                | nicht vergeben oder vor 2002 gestrichen |                 |                                                                                              | 169             |
| Eiserne Transformatorensäule                | Eiserne Transformatorensäule                             | Stadtbezirk Herringen Zum Torksfeld 2 Karte    | Technisches Bauwerk                     | um 1930         | 24. Mai 1991, zwischen 2021 und 2023 gestrichen                                              | 171             |
|                                             |                                                          |                                                | nicht vergeben oder vor 2002 gestrichen |                 |                                                                                              | 173             |
|                                             |                                                          |                                                | nicht vergeben oder vor 2002 gestrichen |                 |                                                                                              | 196             |
| Ehemaliger Bauhof der Zeche Heinrich-Robert | Ehemaliger Bauhof der Zeche Heinrich-Robert              | Stadtbezirk Herringen Zum Torksfeld 2 Karte    | Technisches Bauwerk                     | 1937/38         | 25. März 1998, zwischen 2021 und 2023 gestrichen                                             | 240             |
| BW                                          | Fachwerkhaus                                             | Stadtbezirk Uentrop Marker Dorfstraße 16 Karte | Wohnhaus                                |                 | 8. Jan. 2004, zwischen 2005 und 2021 gestrichen                                              | 282             |
|                                             | Fachwerkhaus                                             | Stadtbezirk Rhynern Von-Thünen-Straße 98       | Wohn- und Wirtschaftsgebäude            | 1770            | 2. März 2006, nach Abbruch am 14. Dez. 2018 gelöscht                                         | 297             |
|                                             |                                                          |                                                | nicht vergeben                          |                 |                                                                                              | 309             |
|                                             |                                                          |                                                | nicht vergeben                          |                 |                                                                                              | 316             |
|                                             |                                                          |                                                | nicht vergeben                          |                 |                                                                                              | 333             |
|                                             |                                                          |                                                | nicht vergeben                          |                 |                                                                                              | 334             |
|                                             |                                                          |                                                | nicht vergeben                          |                 |                                                                                              | 335             |
|                                             |                                                          |                                                | nicht vergeben                          |                 |                                                                                              | 359             |